# 西武30000系電車
西武30000系電車（せいぶ30000けいでんしゃ）・愛称「スマイルトレイン」は、2008年（平成20年）4月26日に営業運転を開始した西武鉄道の通勤型電車。
以下、本項においては30000系電車を「本系列」と記述し、また編成単位の記述に際しては各編成の飯能・西武新宿方先頭車の車両番号（以下「車番」）をもって編成呼称とする（例：38103編成・32101編成）。

## 概要
池袋線・新宿線系統において運用される101系・301系電車を代替する目的で、2007年（平成19年）度より新製された、西武グループにおける統一コーポレートスローガン「でかける人を、ほほえむ人へ」に沿った内外装のデザインを特徴とする通勤形電車である。愛称は“スマイルトレイン” (Smile Train) 。
内外装のデザインについては「たまご」をモチーフとし、外観は「生みたてのたまごのようなやさしく、やわらかなふくらみ」を、内装は「温かみのあるやさしい空間」をそれぞれイメージしたものである。また、各部の設計には後述する本系列の設計開発プロジェクトに参加した女性社員の意見を反映し、専門的な視点のみならず利用客視点からの意見・感性を取り入れたものとした。また、西武鉄道の通勤形電車としては初の拡幅車体を採用した他、車内案内表示装置として初めて液晶ディスプレイ (LCD) を採用するなど、数々の新機軸が導入されている。
本系列の主にデザイン面における工夫が評価され、2009年（平成21年）7月にNPO法人キッズデザイン協議会より第3回キッズデザイン賞を、本系列の製造を担当した日立製作所とともに鉄道車両としては初めて受賞した。
10両編成6本（60両）、8両編成18本（144両）、2両編成6本（12両）の計216両が在籍する。当初計画段階において8両編成12本（96両）・6両編成3本（18両）・2両編成3本（6両）の計120両を新製すると公表されたが、計画の変更で6両編成の製造は中止となり、代わりに10両編成を導入することとなった。

## 導入の経緯
1999年（平成11年）度より新製が開始された20000系は、2005年（平成17年）度をもって増備を完了し、同年より20000系に代わる次期新型通勤形電車の開発・設計に関する検討が開始された。
従来の西武鉄道における新型車両の開発・設計は、車両を専門に扱う部署の社員のみによって行われていたが、次期新型通勤形電車こと本系列の開発当時における西武グループは、2004年（平成16年）の証券取引法違反事件による株式上場廃止に端を発するグループ再編・経営再建の途上にあった。そのような状況下において開発・設計が開始された本系列は西武グループにおける「新生・西武のシンボル」と位置付けられたことから、専門部署以外の社員からの意見もくみ上げるべく様々な部署より社員を募り、男性社員20名で構成されたプロジェクトチームが2005年（平成17年）12月に発足、本系列のデザインコンセプトを「Smile Train〜人にやさしく、みんなの笑顔をつくりだす車両〜」と決定した。
もっとも、プロジェクトチーム発足当初の検討会議においては既成の鉄道車両の概念から離れることができず議論は停滞、当時西武鉄道社長職にあった後藤高志（現・取締役会長）より「女性の感性を取り入れてみたらどうか」との助言を受け、第二回目の検討会議より11名の女性社員が加わった。複数のメーカーが参加して実施されたプレゼンテーションを経て製造メーカーが日立製作所に決定したのち、内装デザインの素案作成については女性社員のみで担当することとなり、検討に際しての参考とするため他社の新型車両を試乗するなどして意見集約を進めた。
実際に参考とされた他社の車両としては、共に東京メトロの東西線05N系13次車を基にして設計された有楽町線10000系及び東葉高速鉄道2000系・JR東日本E233系などが挙げられている。特に座席部の構造および座席間に設置された握り棒（スタンションポール）の配置はJR中央線E233系0番台のものを、車内天井部および車両間連結面の貫通扉部の構造は地下鉄有楽町線10000系のものをそれぞれ踏襲した。

## 構造

### 車体
摩擦攪拌接合 (FSW) 工法によって組み立てられたダブルスキン構造のアルミ合金製構体と、自立型（モジュール構造）の内装を組み合わせた、日立製作所が開発・提唱する鉄道車両「A-train」としての標準的な仕様を有する。構体の主要部材については廃車時のリサイクル性を考慮して単一合金種別 (6N01) で統一する「モノアロイ化」を推進し、先頭車前頭部も含めて構体の全てがアルミ合金で構成される。

構体の設計に際しては、万一衝突事故が発生した際の安全性確保にも配慮された。先頭車の前面部分については正面衝突時に備えて乗務員および乗客の生存空間確保に配慮した設計を採用し、中間連結面については対向列車との衝突（オフセット衝突）時に備えて妻面隅柱部の強化および隅柱形状の三角形断面（Cカット形状）化が実施されている。
本系列では通勤車初の拡幅車両として収容力増強が図られた。車体幅を従来より130 mm広げた2,930 mmとすることで定員を増加させており、8両編成においては20000系比で60人増の1,200人となった。車体裾部を斜めにカットしたようないわゆる裾絞り形状とすることで車両限界抵触を回避している。なお車体長は従来車と同様に先頭車・中間車とも19,500 mmである。
レール面からの車両床面高さについては1,135 mmと従来より低くし、駅プラットホーム（同1,100 mm）との段差を縮小、バリアフリー対策とした。
外観のデザインには西武鉄道における新たなブランドカラーであるブルーとグリーンのグラデーション帯を使用し、「都市と自然あふれる町並みを結ぶ車両」を表現している。
正面形状については、自社線内専用車両であることから貫通扉（非常扉）のない非貫通構造とした。前頭部は「生みたてのたまごのようなやさしく、やわらかなふくらみ」をデザインモチーフとして曲線を基調に構成されている。「たまご」の丸みを帯びたイメージを強調するため上端は屋根より高く盛り上がった形状となり、スカートも連続的なデザインで構成されている。白色の塗装をベースに、異形ガラスによる大型の1枚窓とブルー・グリーンのグラデーション帯が大きく配され、この下部は半円形状となっている。腰部の左右には前照灯と後部標識灯を配置しており、西武の伝統である丸型シールドビームの前照灯の上に発光ダイオード (LED) 式の後部標識灯が斜めに並ぶ。各パーツと連結器部分の切り欠きとをあわせて「顔（笑顔）」のような有機的な印象を与えるものとした。種別・行先表示器は前面窓内の中央上に設置し、また前面窓下の黒塗装部には左隅に新たに制定されたコーポレートロゴ、右隅に車番を貼付している。
側面はアルミ合金の地肌色を生かした無塗装仕様である。1,300 mm幅の両開客用扉を1両当たり4箇所備える4扉構造で、窓配置は従来車（4扉車）各系列と同様に先頭車がdD2D2D2D1・中間車が1D2D2D2D1（乗務員扉：d、客用扉：D、各数値は側窓の枚数）であるが、扉間寸法ならびに側窓寸法は日本鉄道車輌工業会が定める標準仕様ガイドラインに従い、扉間寸法は3,520 mmと改められている。側窓については扉間が2枚1連の下降窓で車端部が固定窓であり、構成としては20000系と変わらないがこちらも各社で標準的な寸法へと変更された。高さは1,009 mmへ拡大、床面からの位置は813 mmとして上辺が扉とほぼ揃えられ、横幅は扉間が1,840 mm（側窓1枚当たり890 mm、窓間柱60 mm）に縮小、車端部が650 mmへ若干拡大する形となっている。側面腰部には前面同様にブルーとグリーンのグラデーション帯が入り、幕板部の中央にはLED式の種別・行先表示器を備える。

### 内装

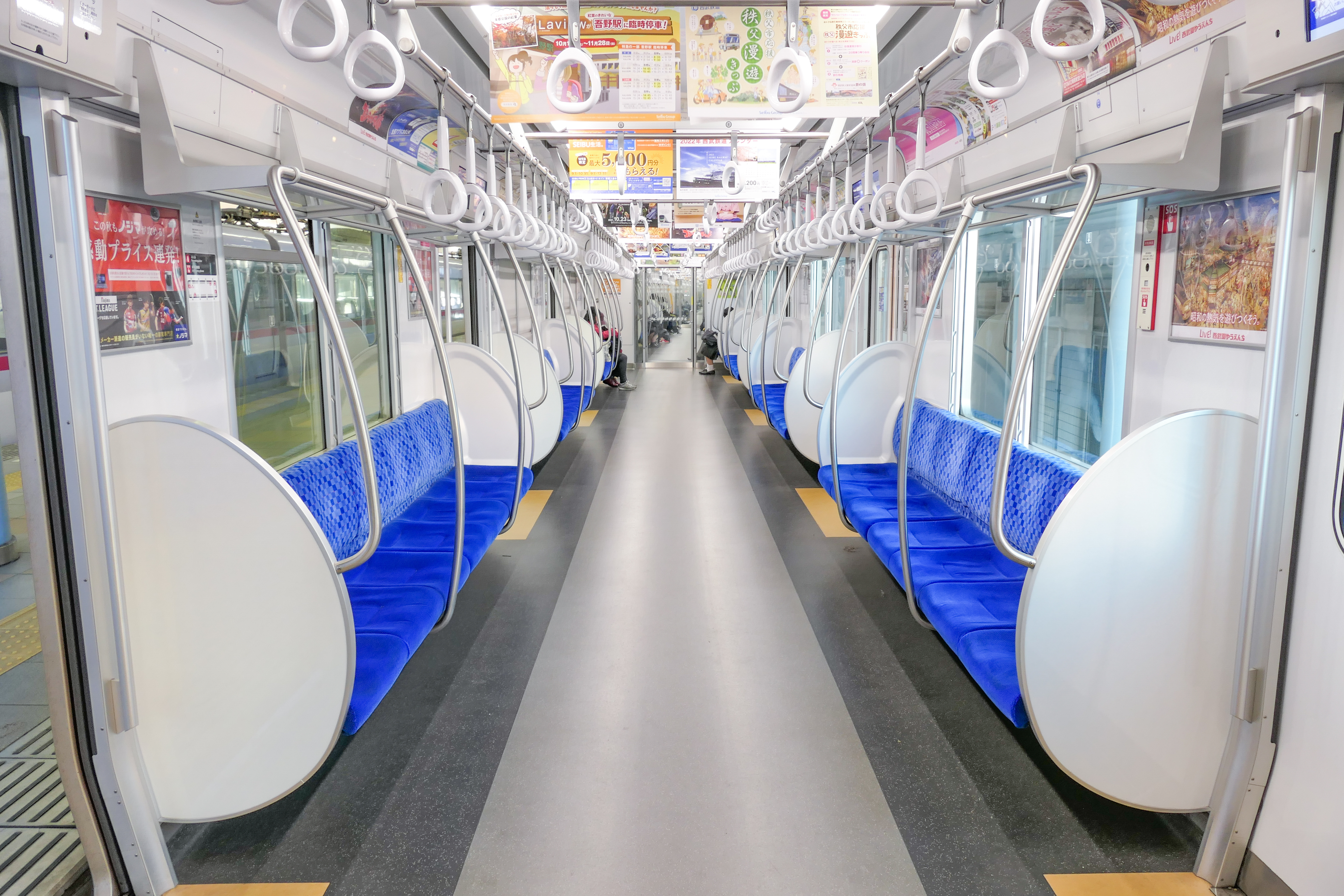
車内全景（モハ38218） 7次車より荷棚がガラス製に変更、さらに優先席部と同じ高さへ揃えられた。
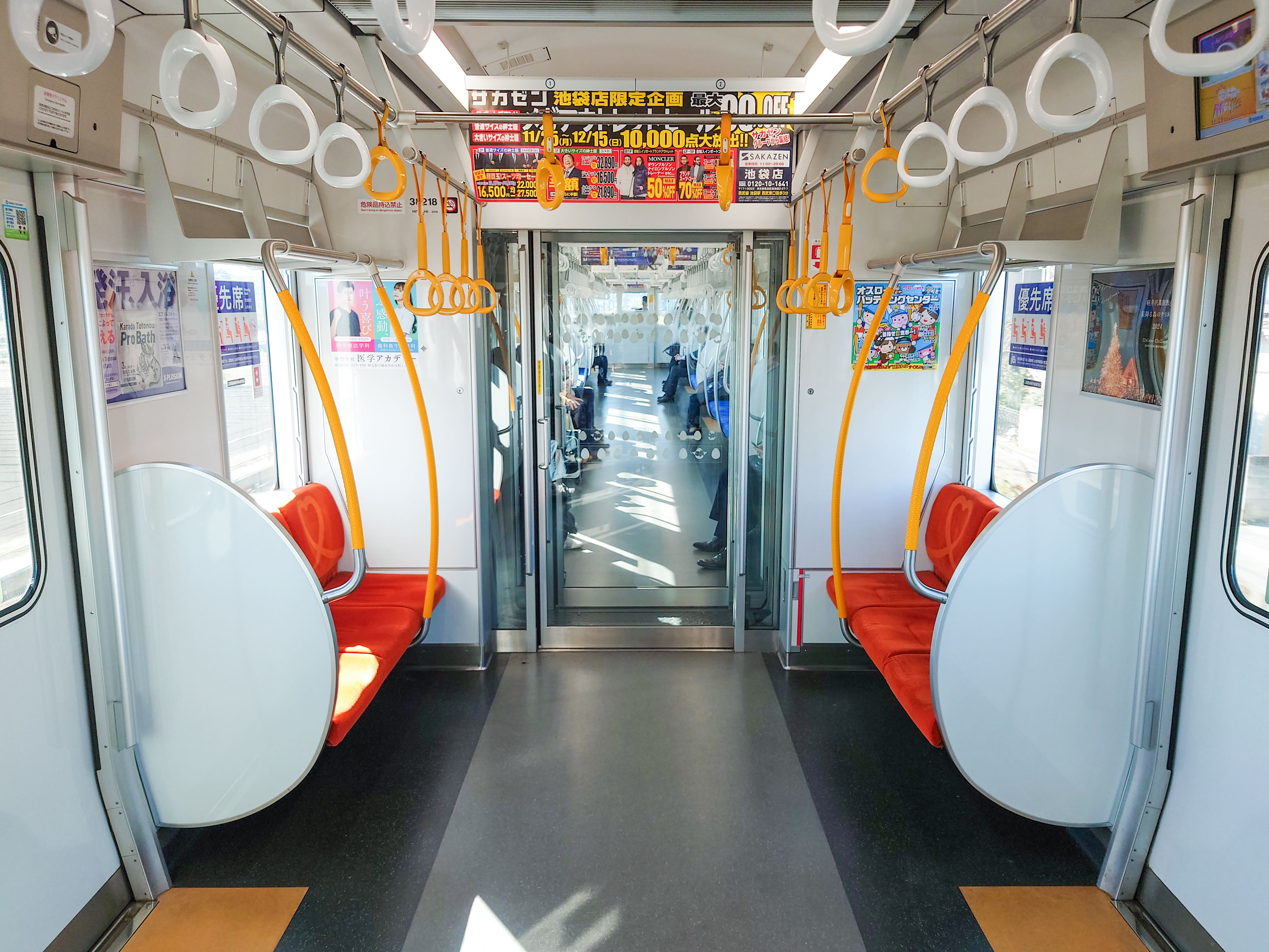
車端部の優先席（モハ38218） 7次車より貫通扉の意匠が変更されている。
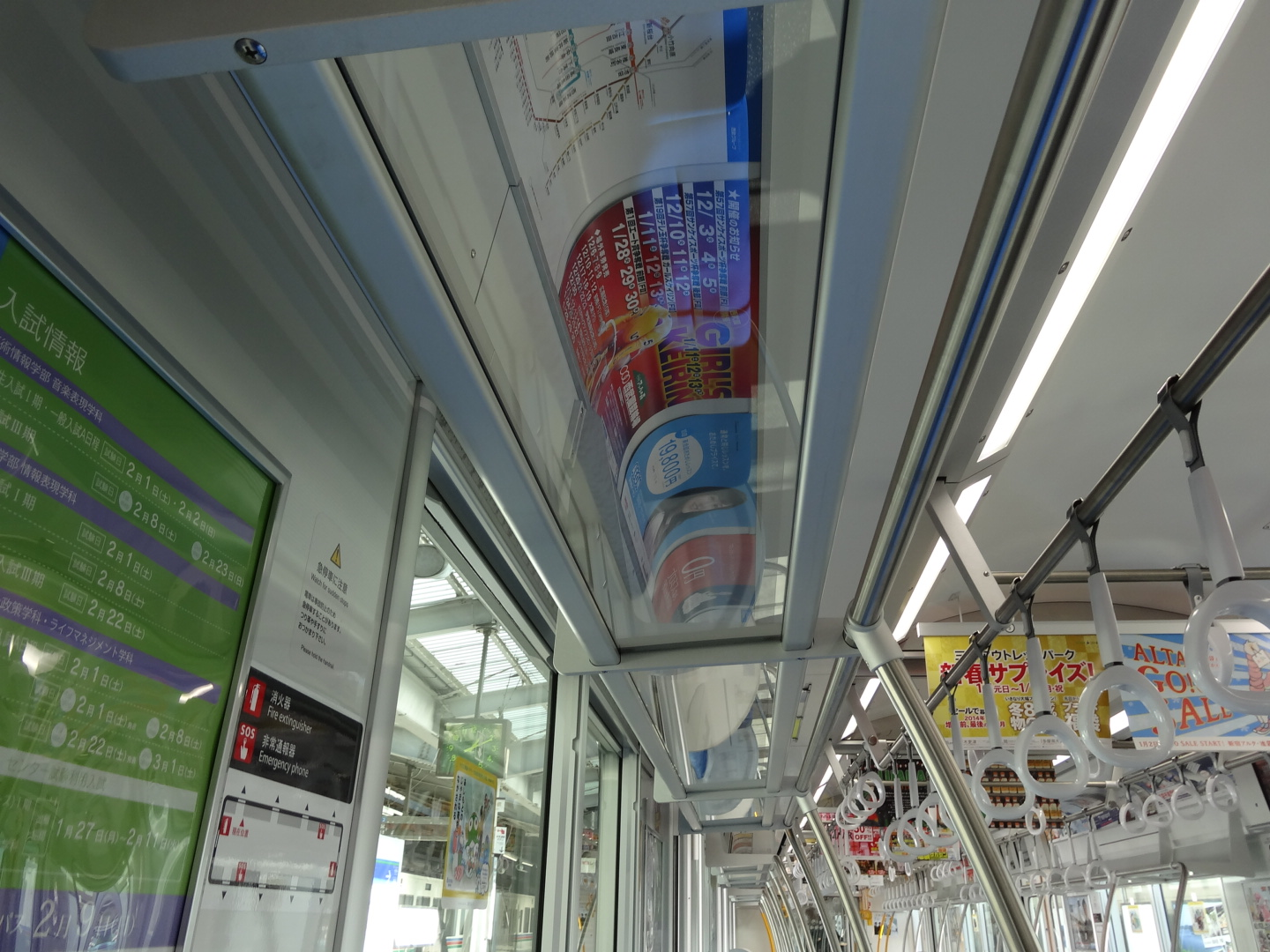
強化ガラス製の荷棚
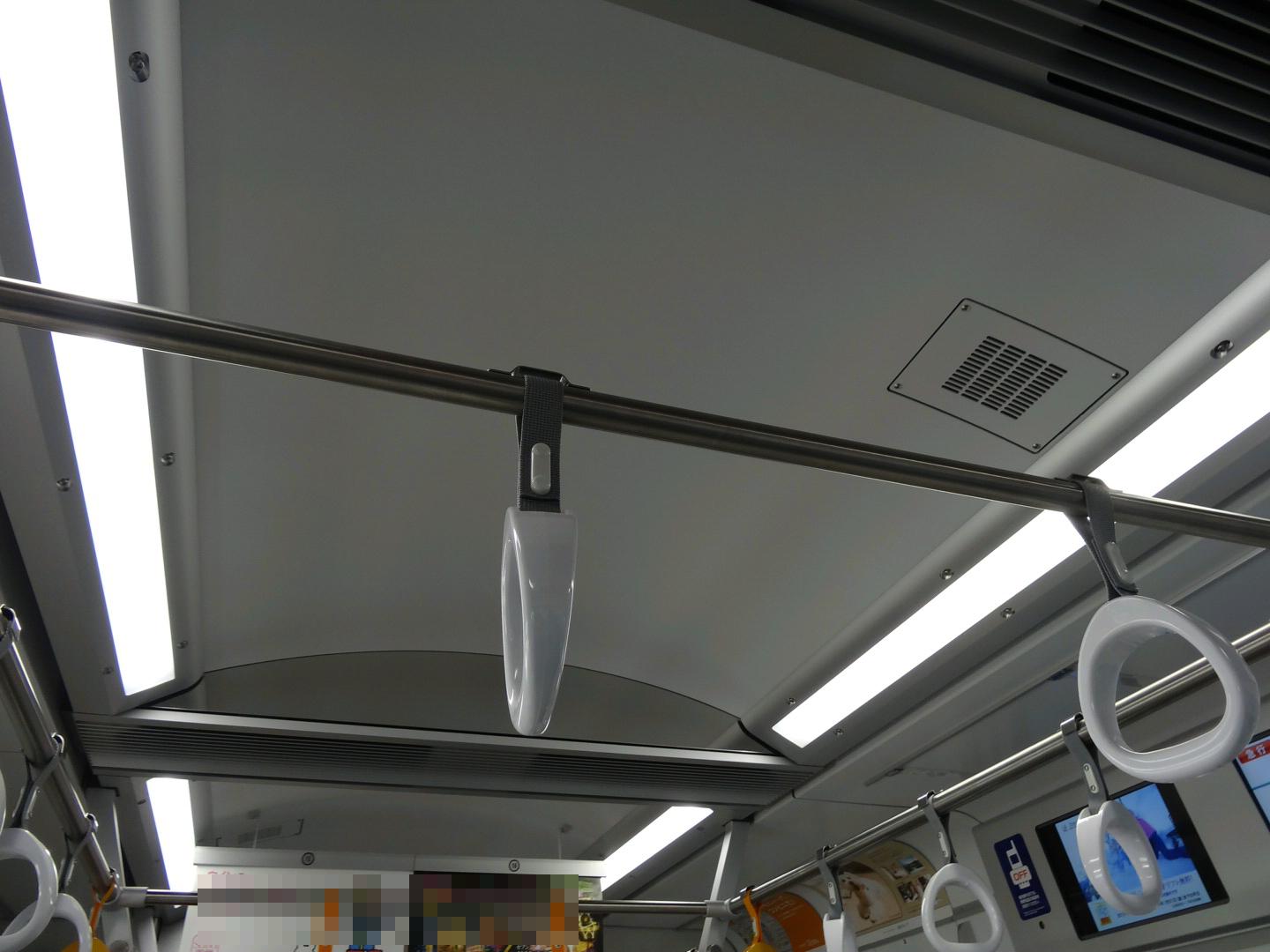
室内灯を変更した天井 LED照明が天井部に埋め込まれた。
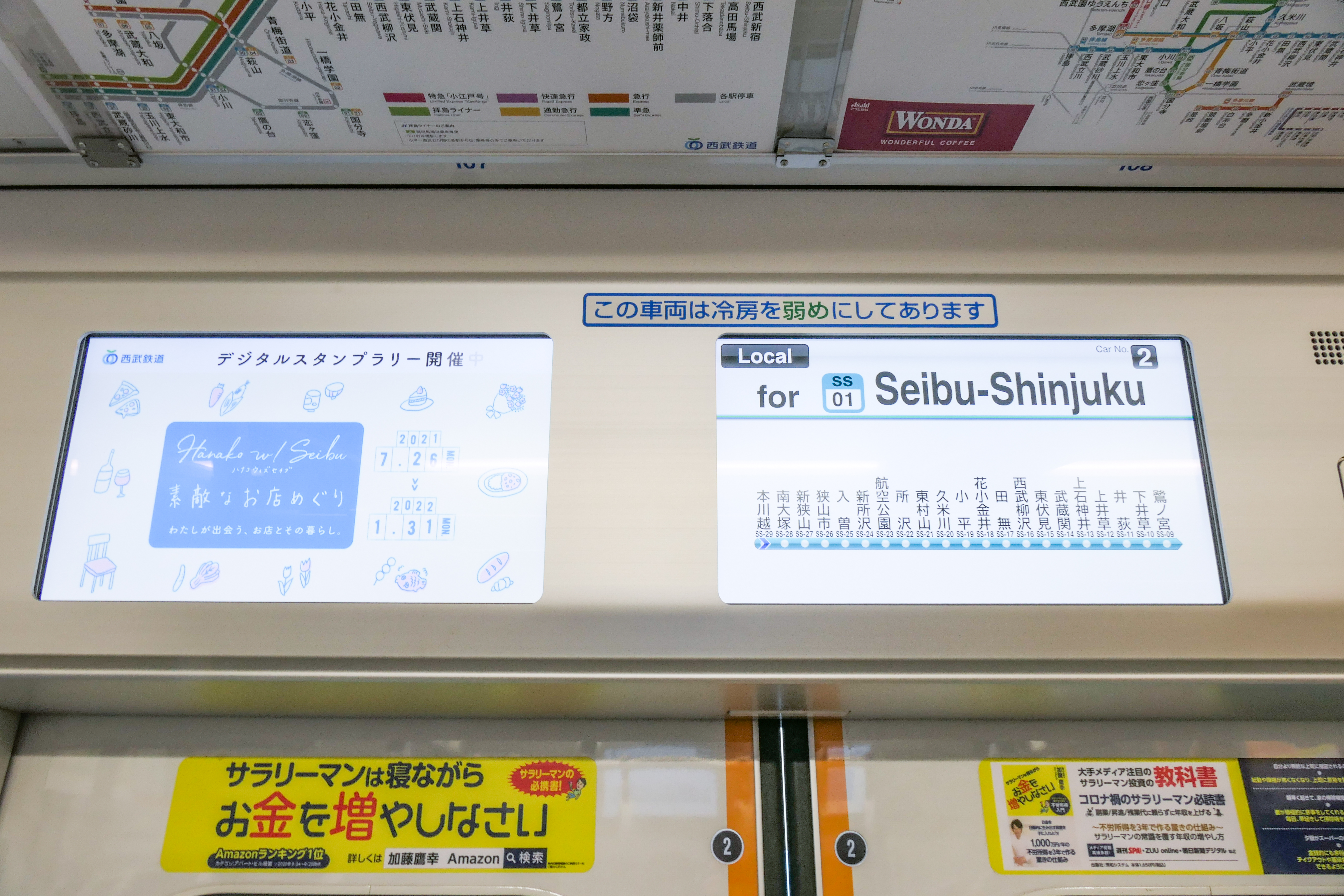
車内案内表示器（モハ38218） 17インチのワイド画面を採用。
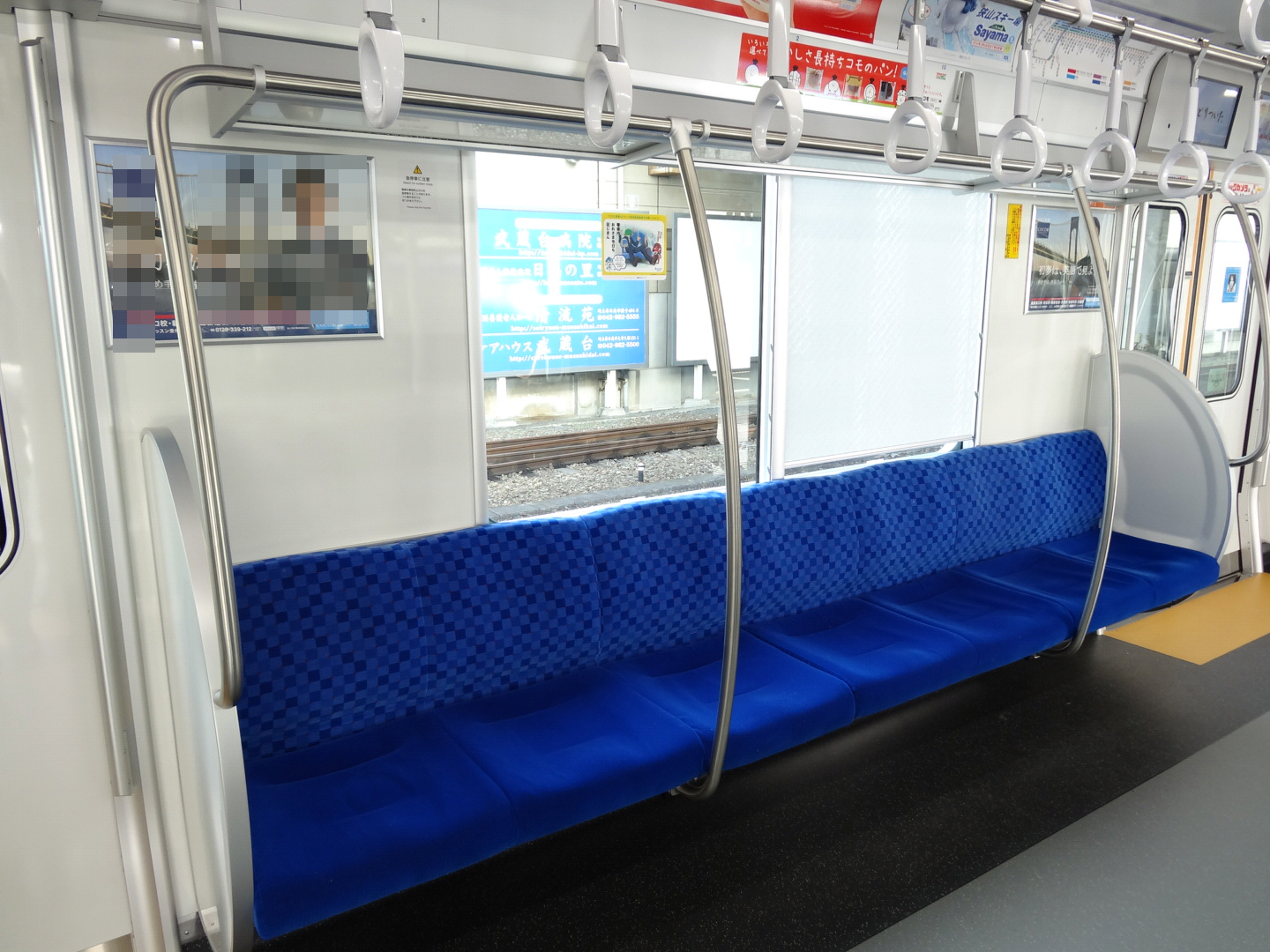
7人掛けのロングシート 座席は背ずりの上辺が緩いカーブを描いている。

壁部は清潔感のある白色系の化粧板を採用、天井部は左右に蛍光灯とラインフロー形状の冷房ダクトを配し、中央部をドーム形状とすることによって最大天井高を従来車よりも150 mm高い2,405 mmとし、開放感のある車内としている。補助送風機であるラインデリアは通常のレール方向（長手方向）ではなく枕木方向（横手方向）に設置し、ドーム状の天井部から張り出す形となっており、両脇を鏡面仕上げのステンレス製塞ぎ板で覆っている。その他、蛍光灯の取付角度を工夫してドーム形状部に照明の光が回り込むようにしたことに加え、光を反射する明色系の壁面デコラの採用によって車内の奥行を感じさせない視覚的工夫を施すなど、空間の広がりを感じさせる設計とした。7次車からは蛍光灯に代わり、LED照明を採用することで、消費電力を約30%削減した。
座席はロングシートで、脚台を廃した片持ち式のバケットシートを引き続き採用。この座席は西武鉄道では初の住江工業製である。座面高は420 mm、奥行は430 mm、1人当たりの掛け幅は460 mmであり、背ずりの上辺が緩い波型を描く特徴的な形状としている。クッション素材には帝人ファイバー製の高機能ウレタン樹脂（製品名「エルク」）およびSばねを併用し、着座した瞬間の柔らかい掛け心地と長時間の利用でも疲れない硬さを両立させた。座席表皮（モケット）部は肌触りにもこだわった仕様とし、火災発生時の有毒ガス発生を抑制するためアラミド配合の難燃ポリエステル材を用いた。モケットのデザインは一般席が青色系、優先席がオレンジ系でどちらも斑点状の細かい模様が入ったものをベースに、背ずりは一般席をチェック模様とし、優先席にはハートをモチーフとした微笑んだ顔にも見えるリボン状の模様を入れている。7次車では優先席部のモケットが濃い色に変更され、既存車も追って交換された。
座席端の袖仕切は丸みを帯びた「たまご」形状とし、座席間のスタンションポールは客用扉間の7人掛け部に2本・車端部の3人掛け部に1本それぞれ設置した。優先席部に設置されたスタンションポールについてはオレンジ色の樹脂で覆い、表面には凹凸を設けて視認性と握りやすさに配慮している。
座席上部の荷棚については計画段階において強化ガラス製のものが検討されていたが、清掃の容易性などを考慮してパイプ式のものが採用された。荷棚部分のパイプは断面を楕円形状とし、着座位置からの見通しと荷物の保持性を両立させたものとしている。高さは一般席部を1,750 mm、優先席部を1,700 mmとし、20000系比で一般部のみ50 mm低下している。7次車からは荷棚の材質をガラス製に変更、さらに一般部の高さを50 mm下げて優先席部の1,700 mmへ統一した。
つり革は「たまご」形デザインとして新規に設計したもので銀イオンによる抗菌加工を施している。高さは一般部が1,600 mm、優先席部が1,530 mmで20000系比で一般部のみ30 mm低下した。従来通り一般部は白色、優先席付近にはオレンジ色のものを設置している。なおこれまで優先席部では従来つり手棒の高さを変えていたが、本系列では新たにつり革のベルトを長くして対応した。その他、車内のつり手棒・スタンションポール・手すりなどはユニバーサルデザインを考慮するだけでなく、ヘアライン加工（扉周りのアルミ製の箇所は梨地加工）を施して指紋や皮脂汚れが目立たないように配慮している。
非常通報装置は対話式で、通報器は各車2台に加えて後述の車椅子スペース部に設置している。
優先席は各車の車端部6席、奇数号車が池袋・本川越寄り車端部、偶数号車が飯能・西武新宿寄りとなる従来通りの配置である。
車椅子スペースは8・10両編成では編成両端の4両に各1箇所、2両編成は1号車のみに1箇所それぞれ設置された。配置は20000系と変わらず先頭車は運転台寄りで飯能・西武新宿に向かって左側、中間車は編成中央寄りで飯能・西武新宿に向かって右側である。同スペースの壁面には非常通報器が通常よりも低い位置に設置されているほか、西武鉄道に在籍する車両としては初の装備となる車椅子固定用ベルトと壁面ヒーターが設置されている。20000系の一部で採用された収納座席は本系列においては省略された。
側面窓ガラスには紫外線 (UV) および赤外線（熱線）を遮断する薄いグリーンに着色されたガラスを採用し、遮光目的ならびに空調効果向上目的でロール式カーテンを併設する。
客用扉の室内側には化粧板が貼付されており、扉窓は複層ガラス仕様である。車内外の扉先端部には黄色のマーキングが入るが、同マーキングは注意喚起を目的としたユニバーサルデザインであるとともに、従来の西武鉄道における標準車体塗装であった黄色を伝統として引き継ぐ意味合いを持たせたものである。戸閉装置（ドアエンジン）には戸挟み検知機能に優れ、また従来の空気圧動作式戸閉装置と比較して空気配管が不要となることなどからメンテナンス省力化に寄与する電気式戸閉装置を西武鉄道の車両としては初めて採用し、富士電機システムズ製のリニアモーター式戸閉装置を各客用扉の鴨居部に搭載した。7次車からは東武60000系電車と同じナブテスコ社製の直接駆動モータ（DDM）方式「Rack☆Star」型に変更されている。また、各車1箇所を除いてドアを締め切る一部締切機能が備わっている。
車内床部には、雨天時などにも滑りにくく、かつ火災発生時においても有毒ガスを発生させない素材を採用した。車体中心部の通路部分を淡いグレー、通路左右の座席付近を濃いグレー、客用扉（出入口）付近を黄色と3色に区分し、それぞれの区画を視覚的に明示する仕様とした。なお、床材については運行開始後の2010年（平成22年）11月に西武鉄道の内規による火災対策に関する車両構造実施基準を満たしていないことが判明したため、安全性に万全を期すため2012年（平成24年）度末までに本系列ならびに同様の床材を採用した各系列計140両について基準適合品へ交換することが発表された。
連結面では通勤車で初めて妻窓を廃止したものの、貫通路の幅を2000系以来の800 mmから900 mmに拡大した上で、貫通扉の全面とその左右200 mm幅を線入りの強化ガラスにより構成している。これによって視覚的には1,300 mm幅の広幅貫通路となり、車両間の見通しが大きく向上した。
また貫通扉には乗客の衝突防止策として「たまご」イラストのステッカーを扉の横手方向に3列貼付した。このイラストの中には1編成に数個の割合で「たまごから小鳥が顔を出すシーン」を混在させ、バリエーションを持たせている。
7次車ではイラストのデザインが見直され、歩き出す小鳥のイラストなどが追加されるなどこれまでより一層バリエーション豊かなものとなり、同時にこのステッカーは透明のベースがついたものに変更された。これに加えてガラスもワイヤーのないものへ変更されている。
車内の様子（1 - 6次車）

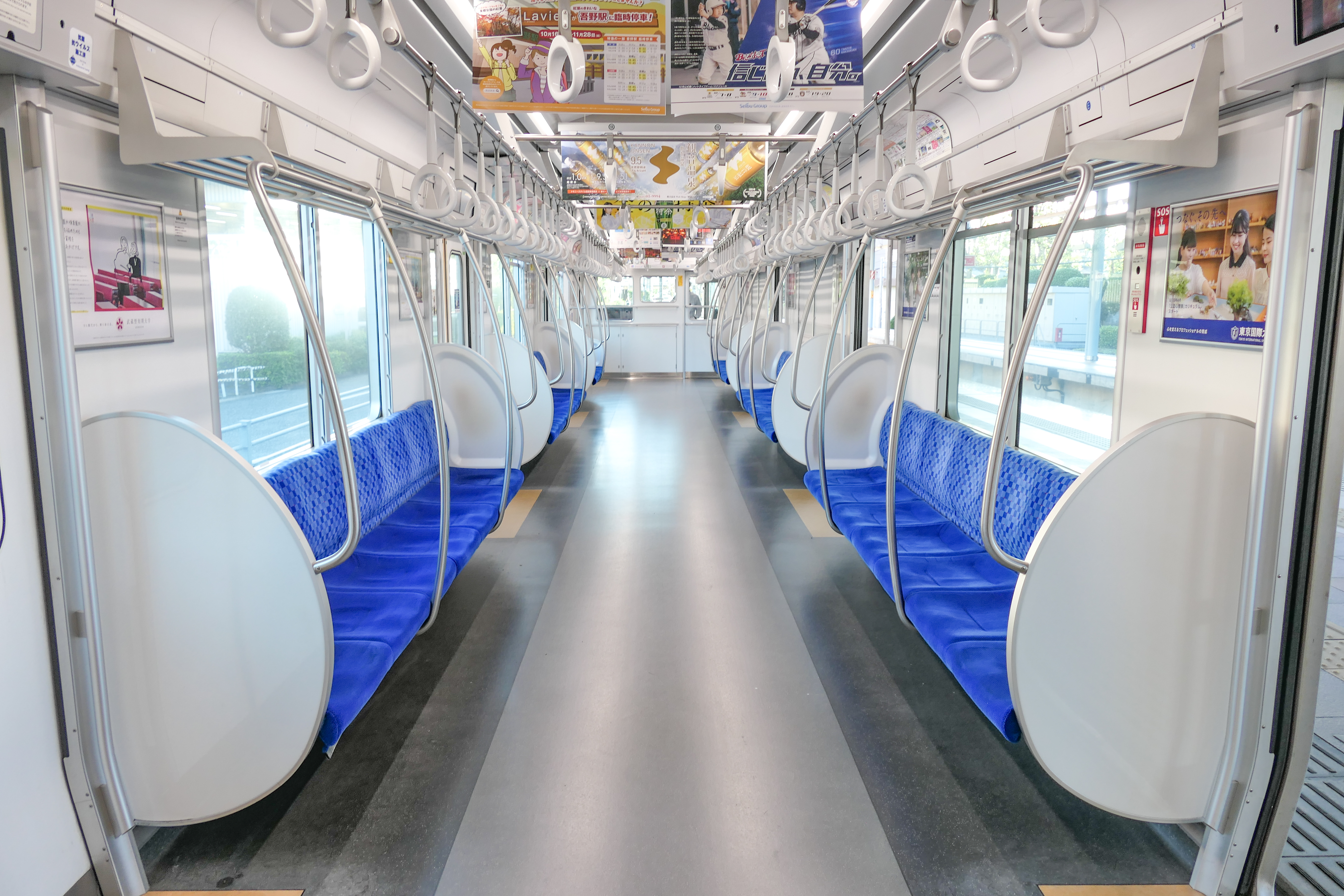
車内全景（クハ38110）
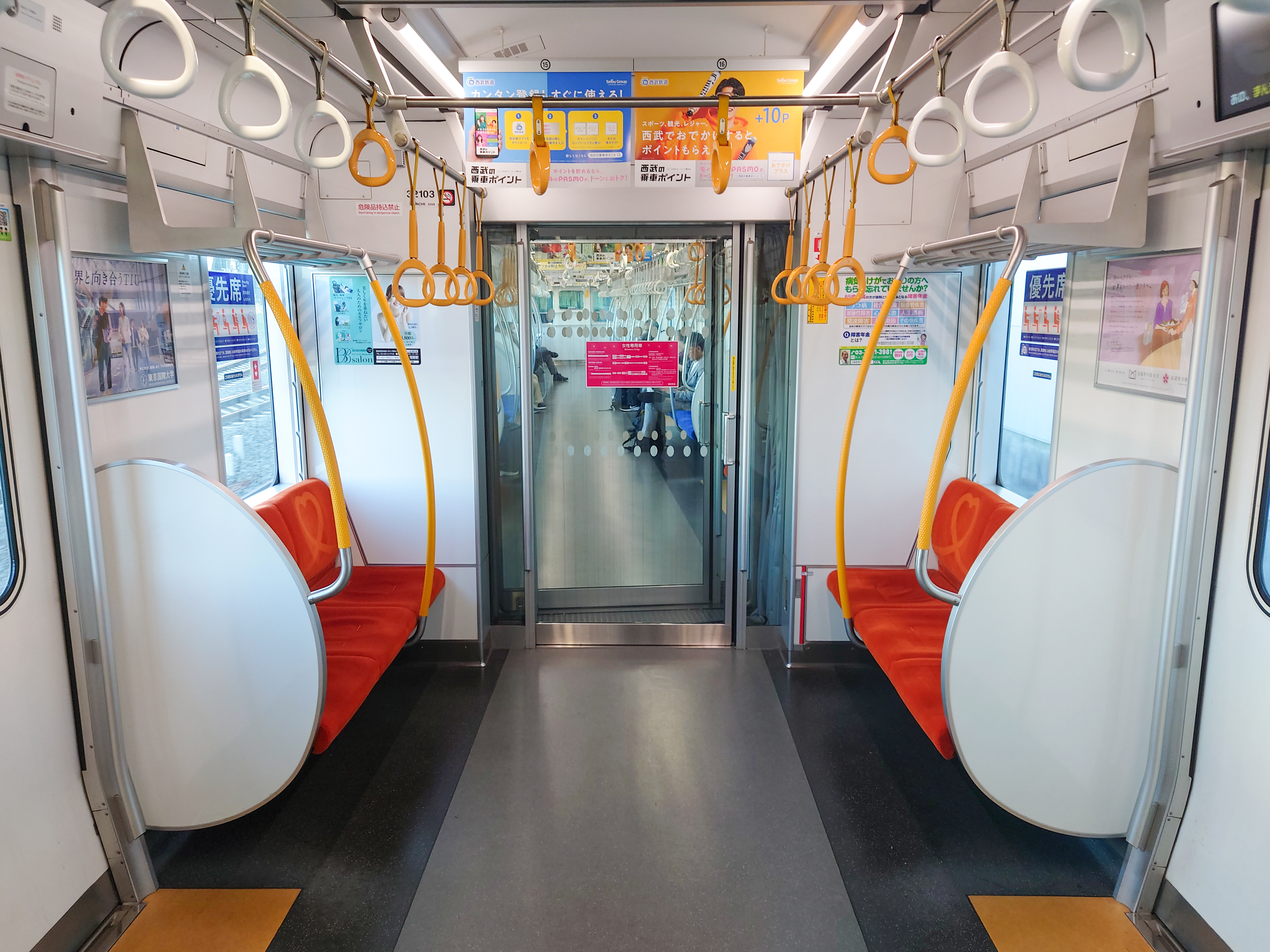
車端部の優先席（クモハ32103） 荷棚・吊手の高さが低い。写真はモケット交換後。
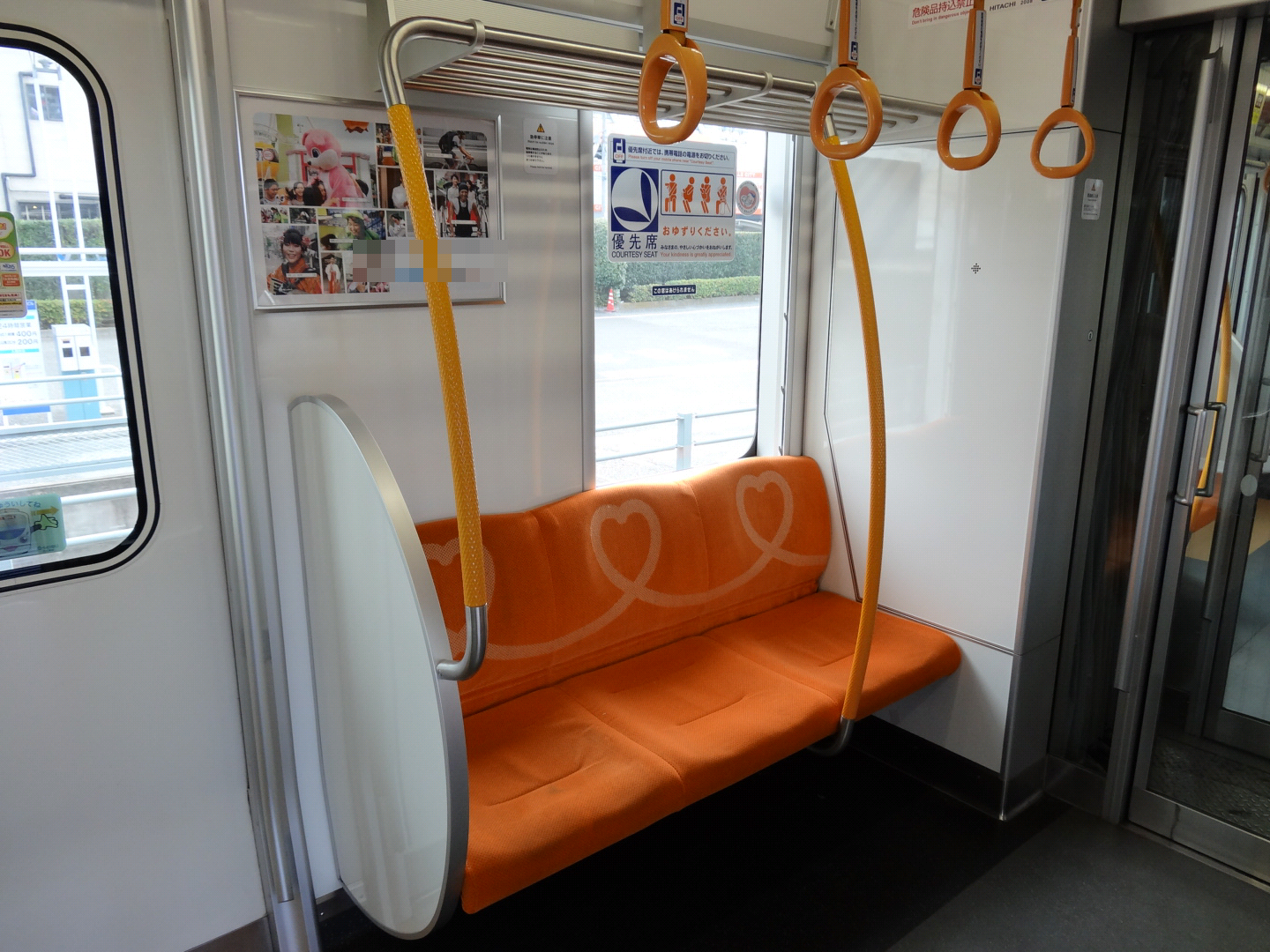
優先席は当初、モケットが黄色に近い色合いであったが、後に増備車にあわせて交換された。
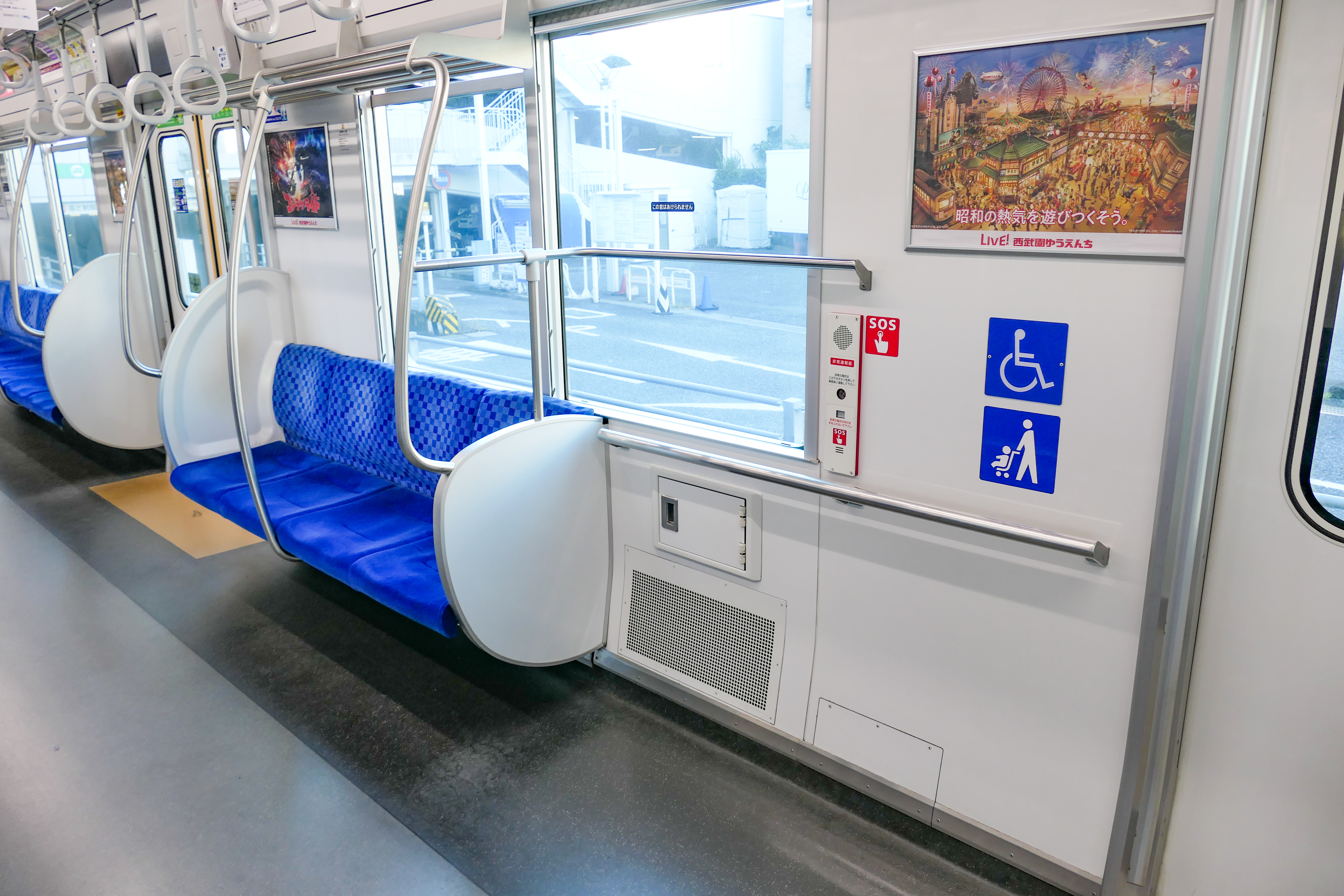
先頭車の車椅子スペース （クハ38110）
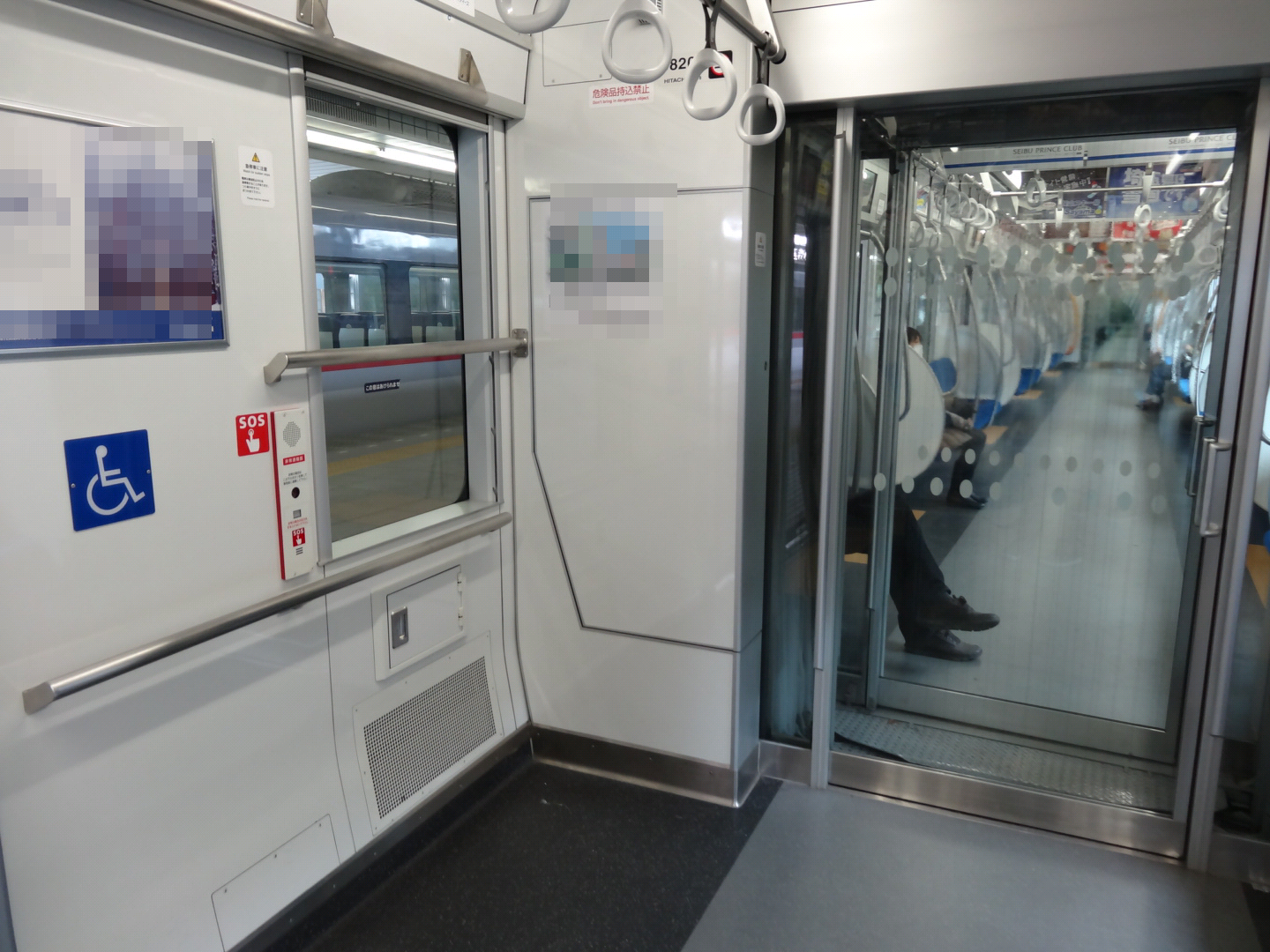
中間車の車椅子スペース
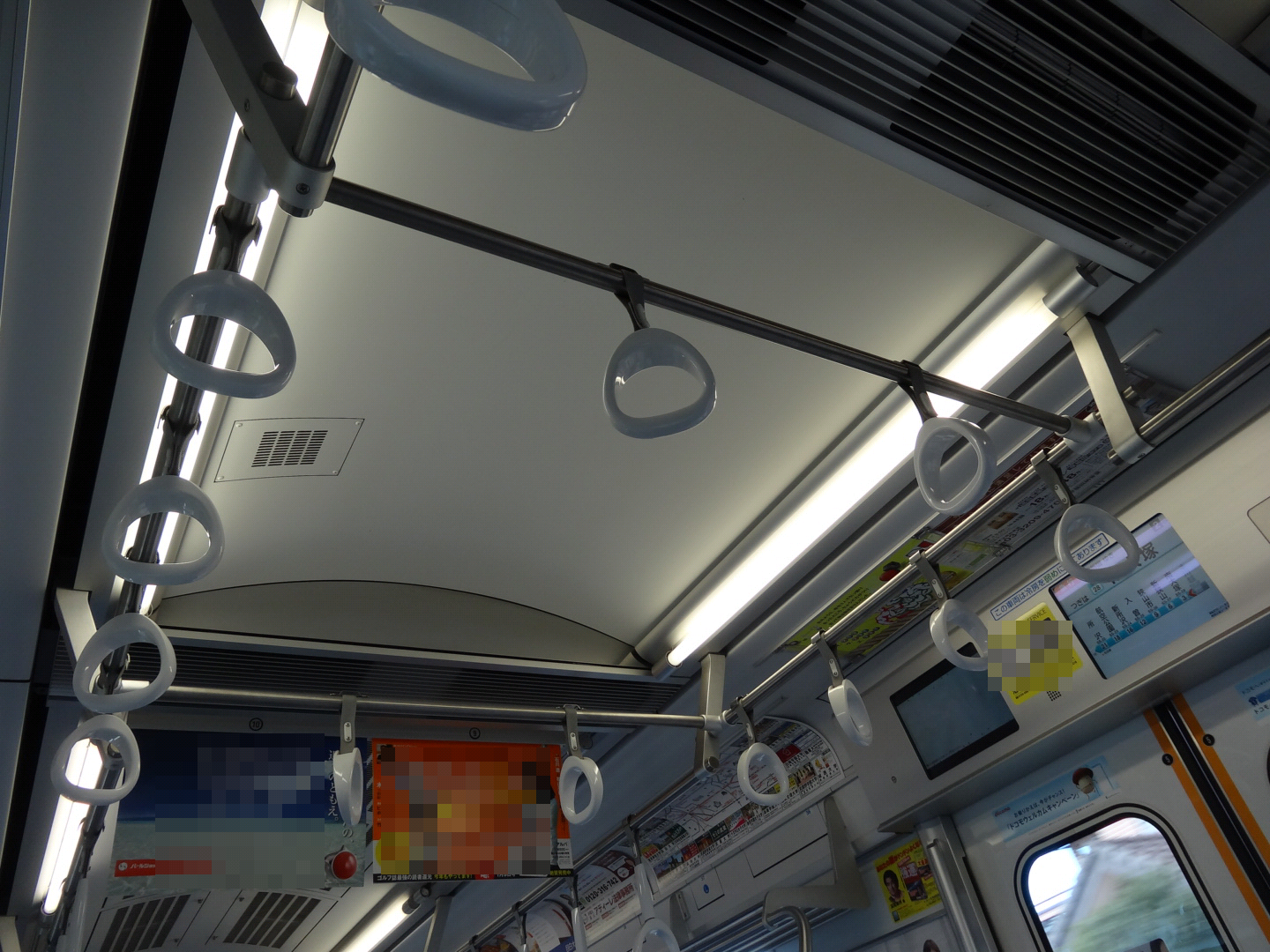
ドーム状の天井部 当初は室内灯に蛍光灯を用いていたが、LEDに交換済。
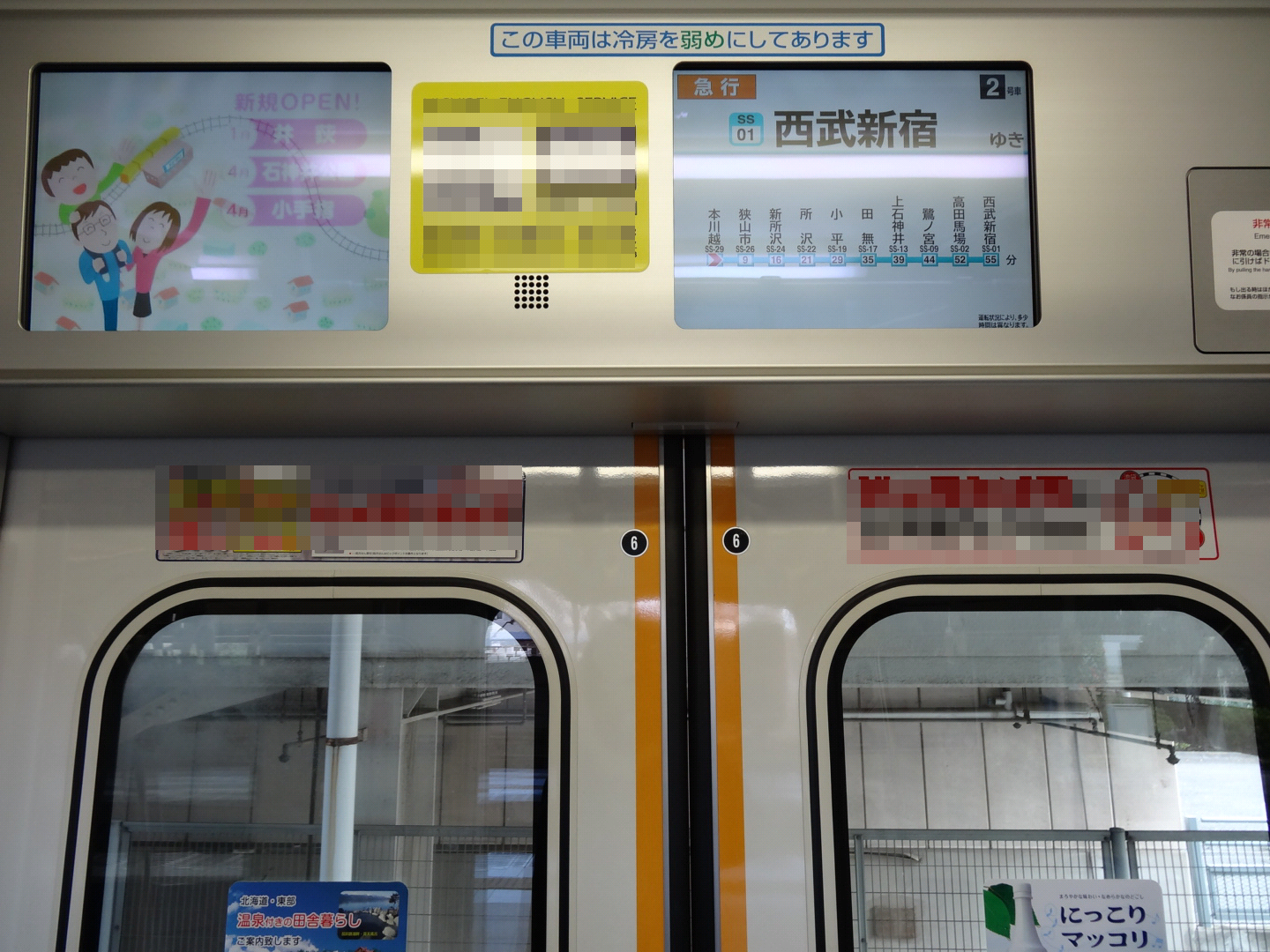
車内案内表示器 15インチの画面が用いられていたが、17インチ2in1タイプへの置換えが進む。

車内の様子（7 - 10次車）
- 車内全景（モハ38218）
7次車より荷棚がガラス製に変更、さらに優先席部と同じ高さへ揃えられた。
- 車端部の優先席（モハ38218）
7次車より貫通扉の意匠が変更されている。
- 強化ガラス製の荷棚
- 室内灯を変更した天井
LED照明が天井部に埋め込まれた。
- 車内案内表示器（モハ38218）
17インチのワイド画面を採用。
- 7人掛けのロングシート
座席は背ずりの上辺が緩いカーブを描いている。

### 案内装置
車外の前面および側面に設置される種別・行先表示器については、いずれも西武鉄道の新製車両として初のフルカラーLED式表示器を採用した。種別・行先ともローマ字併記で表示し、側面の表示器においては種別・行先と号車位置とを交互に表示する。
車内の旅客案内表示は、こちらも西武鉄道の新製車両としては初のLCD式表示器（S-TVS =Seibu-Train Vision System：通称「西武スマイルビジョン」）によるものとした。客用扉の鴨居部に15インチのディスプレイを2基設置し、向かって右側のディスプレイにおいては行先・種別・停車駅・扉開閉方向・自社および他社局の運行情報などを表示し、NTTドコモが提供するFOMA回線を利用して随時最新情報を提供する。向かって左側のディスプレイにおいては動画広告などを表示し、主要駅に設置されたミリ波通信方式の高速無線設備によって配信される情報を提供する。その他、客用扉の開閉と連動して鳴動するドアチャイムを装備するほか、開閉に合わせて赤色LEDが明滅する扉開閉表示灯を客用扉鴨居部の下部に設置した。7次車からはディスプレイのサイズが17インチに拡大・変更された。
案内放送装置は自動放送仕様で、車内放送については自動音量調整機能を有するほか、運転台を有する車両（先頭車）同士の連結面において開扉時に流れる転落防止放送装置を備える。

### 乗務員室
乗務員室内の配色は20000系と同様に灰色系とし、運転時の広い視界を確保するため運転士の着座位置を若干車体中心寄りに設定した。
運転台の主幹制御器（マスター・コントローラー）は力行・制動操作を1つのハンドルで行うワンハンドル式で、20000系において採用された左手操作型ではなく、8500系「レオライナー」ならびに6000系の副都心線直通対応改造編成と同様、両手操作型のT字ワンハンドルが採用された。マスコンの指令段数は力行4ノッチ・制動8ノッチ（非常制動段含む）仕様で、ノッチ位置の検出方式をロータリーエンコーダによる無接点方式とし、後述する列車情報管理装置「S-TIM」を介して加減速制御を行う。
速度計などの計器類の表示は、運転台パネルに内蔵されたLCD表示器によるグラスコックピット方式を西武鉄道に在籍する車両として初めて採用し、運転台パネルからアナログ計器が廃された。運転台の表示器は3台が並び、通常時は左側を保安装置 (ATS) の動作状況ならびに架線電圧計・主回路電流計などを表示する表示灯画面、中央を速度計・圧力計およびマスコンノッチ位置などを表示するメーター画面、右側を「S-TIM」の表示・設定を行うモニタ画面として使用する。
乗務員室と客室を区分する仕切り壁部分に設けられた窓は、客室からの眺望を考慮して運転士着座位置を除いて極力大型化され、客室側より左から大型窓・小型窓・大型窓の3枚の仕切り窓が設置された。大型窓2枚については下端部を車内床面から1,000 mmに設定し、幼児の前面展望を配慮した寸法とした。客室側乗務員扉は右側に設置され、右側の仕切り壁窓は乗務員扉窓を兼ねた構造である。

## 主要機器

### 列車情報管理装置
三菱電機製のS-TIM（Seibu-Train Integrated Management system：西武列車情報制御装置）と称する列車情報管理装置を採用した。同装置は6000系の副都心線直通対応改造編成において採用された制御伝送装置 (TIS) を発展・改良したもので、力行時および制動動作時に発生する加減速トルクを編成内ユニット単位ではなく編成一括で管理制御する「列車統括制御」を行うことで消費電力削減や乗り心地の向上を図った。その他、マスコン操作による力行・制動指令などの制御伝送を行うほか、搭載機器のモニタリング・サービス機器の操作・車両検修時の車上検査機能などを実装し、主に検修作業の効率化や車体側の配線削減に寄与した。

### 制御装置
日立製作所製、2レベル方式のIGBT素子によるVVVFインバータ制御を採用。ユニットを組むM1・M5車（8・10両編成）には1C4M2群の装置を、単独M車であるMc1車（2両編成）、M3車（10両編成）には1C4Mの装置を、各1台搭載する。主制御器の形式は6次車までがVFI-HR1820A（1C4M2群）とVFI-HR1420R（1C4M1群）である。
同制御装置は加減速制御にベクトル制御を採用し、全電気ブレーキならびに定速度制御（抑速制動）機能が実装されたほか、後述するPGセンサレス型の主電動機の制御に対応した演算機能を有する。また、スペクトラム拡散により周波数を調整することによって磁励音の静粛化を図った。素子の冷却には従来のフロン冷却方式に代わって純水によるヒートパイプ冷却方式を採用、環境に配慮した設計とした。
なお、営業運転開始後の2009年（平成21年）1月に主回路ヒューズが劣化し断線したことによって起動不能となる車両故障が発生したため、本系列全車両を対象として主回路ヒューズの容量を従来の1,400Aから1,800Aに変更、過電流発生の抑制ならびに溶断防止対策を実施して再発防止を図った。
7次車では新方式の制御装置へ変更、形式はVFI-HR2820R（1C4M2群）とVFI-HR1421B（1C4M1群）となった。それまでの車両よりも消費電力を約10 %削減、また小型化され、外観も違いがみられる。
10次車（38118編成）は主回路蓄電池（SBL-L4208B）をT2に2台搭載しており、主制御器はVFI-HR2820Uとなる。

### 主電動機
日立製作所製の三相交流かご形誘導電動機を電動車1両当たり4基搭載する。形式は6次車までEFO-K60（HS32534-15RB）。誘導電動機そのものは6000系などにおいて既に数多くの導入実績を有するが、HS32534-15RB主電動機は電動機軸端に設置される速度センサ（Pulse Generator Sensor：PGセンサ）を省略し、各巻線の電流の大きさと位相から回転トルクおよび回転数を推定するPGセンサレス型の主電動機であり、西武鉄道においては初の採用例となった。本系列においては拡幅車体の採用に伴って編成重量が増加したことに加え、運転曲線に対して性能上の余裕を確保する目的から、定格出力は165 kW（端子電圧1,100 V、電流113 A、定格回転数1,825 rpm）とし、20000系において採用された誘導電動機HS32530-03RB（定格出力135kW・日立製作所製）と比較して約1.2倍の出力向上が図られ、西武鉄道における旅客用車両向け主電動機としては歴代最大の出力特性を有する。
7次車以降は全密閉形のTFO-K60（HS32532-04RB）に変更され、性能面にも違いが出ている（電流106 A、定格回転数1830 rpm）。
いずれも駆動方式はWN駆動、歯車比は6.21 (87:14) である。

### 台車
住友金属工業製のモノリンク型軸箱支持方式のボルスタレス台車を採用、形式は6次車まで電動台車がSS175M、付随台車がSS175Tである。基本的な仕様は20000系が装着するSS150A・SS050A台車と同様であるが、台車枠強度の強化ならびに製造工程におけるロボット溶接率の向上によって製造品質の向上が図られた。その他、曲線走行時における安定性向上目的で、台車枠左右に設置される高さ自動調整弁 (Leveling Valve : LV) の取付位置変更が実施されたほか、枕ばねである空気ばねの特性を従来の等方向特性から前後方向の剛性を柔化した異方向特性に改良した。7次車からは輪重調整機構が付いたSS175MA・SS175TAに変更され、同時にメーカーの商号も新日鐵住金となり銘板が青色へ変更されている。各台車とも固定軸間距離は2,100mm、車輪径860mm、軸受部の構造は鞍型コロ軸受仕様である。

### 制動装置
ナブテスコ製の回生制動優先全電気指令式電磁直通ブレーキHRDA-1である。ブレーキ制御はON/OFF制御弁からの各軸個別制御方式を採用し、前述したS-TIMと連携して編成全体の制動力を総括して制御することによって回生制動の有効活用を行う。ブレーキ制御装置は1両当たり2基、各台車ごとに用意され、従来の1両当たり1基搭載と比較して空気配管が短縮されたことによる制動応答性の向上ならびに制動操作時における空走時間の短縮、さらに台車ごとに制動力の演算を行うことで適切な制動力を確保可能とするなど保安性の向上が図られた。

### 集電装置
東洋電機製造製のシングルアーム式パンタグラフPT7116-Bを採用した。8・10両編成ではM1・M3・M5車に各1基搭載、編成内のパンタグラフは母線引き通しによって電気的に接続される。2両編成ではMc1車に2基搭載となる。

### 補助機器類
補助電源装置は三菱電機製の静止形インバータ (SIV) をM2・M6（8・10両編成）、Tc2‘（2両編成）に各1台搭載する。8両編成は220kVAのNC-IAT220A、10両編成は250kVAのNC-IAT250Aがそれぞれ編成あたり2台、2両編成では110kVAのNC-IAT110Aが編成あたり1台となる。主回路素子に新形の3レベル式IGBT素子「CSTBT」を採用し、スイッチング損失の低減を図った。素子の冷却には冷却フィンによる自然空冷方式を採用、代替フロンなどの冷媒を廃し、環境へ配慮するとともに事故発生時などにおける破損対策を施した設計となっている。出力電圧は三相交流440 V。
電動空気圧縮機 (CP) は三菱電機製の装置をM2・M6・Tc2‘に各1台搭載する。8・10両編成では1600 L/minのMBU1600Y-3Aが編成で2台、2両編成では1000 L/minのMBU1100Y-3Aが編成で1台となる。圧縮機構はスクロール式で、圧縮機のほか起動回路・除湿装置・アフタークーラーを一体箱に収納した構造となっている点が特徴である。また、1基のCPの内部は3台の圧縮ユニットで構成され、うち1ユニットが故障した際にも運転継続を可能とするよう冗長性を担保した。
冷房装置は三菱電機製の集中式で、新設計のCU723を1両当たり1基、屋根上に搭載する。同冷房装置はS-TIMによる全自動空調モードで運転することを前提に設計され、各車車内の室温・湿度や乗車率ならびにS-TIMに実装されるカレンダー情報によって季節状況も加味し、暖房・冷房・除湿・ラインデリアによる送風のうち最適な運転モードが自動的に選択される。冷房能力は58.1 kW (50,000 kcal/h) と従来車の42,000 kcal/hと比較して1.2倍に増強し、混雑時における冷房性能を向上させた。また同冷房装置は外気導入機能を備え、優等列車運用時において長時間扉の開閉がない状態であっても車内が酸素不足に陥らないよう配慮された。
連結器は、先頭車の前頭部寄りのみ回り子式密着連結器を採用し、編成同士の連結・解放を速やかに行う目的で自動連結・解放機能付の電気連結器や錠解放シリンダ、連結締切装置を備える（10両編成では省略）ほか、連結器胴受は復心装置の取付が可能なタイプとなっている。中間連結部分はボルト固定による半永久連結器を使用する。
その他、Tc1・Tc2・T1（8・10両編成）およびT2（10両編成）、Mc1（2両編成）の床下には非常ハシゴを搭載している。
主要機器 画像一覧
- S-TIM箱（先頭車）
- VFI-HR1820A VVVFインバータ装置
- VFI-HR2820R VVVFインバータ装置
- HS32534-15RB 主電動機
- SS175M 電動台車
- SS175T 付随台車
- PT7116-B パンタグラフ
- SIV装置
- MBU1600Y-3A 空気圧縮装置
- 非常ハシゴ

## 運用
導入まで
本系列の落成・運用開始に先立って数々のイベントが実施され、2007年（平成19年）6月10日に開催された「西武・電車フェスタ2007 in 武蔵丘車両検修場」において本系列の概要が一般公開されたほか、吊り下げ型の立体模型の展示が実施された。さらに同年9月1日から同月15日にかけて、前述「西武・電車フェスタ2007 in 武蔵丘車両検修場」など各種イベントにおいて子供を対象として募集した「30000系：スマイルトレインぬり絵」のうち約500枚を、池袋線および新宿線を走行する電車のうち10両編成各1編成ずつの車内中吊り広告スペースに展示し、「30000系ぬり絵号」として運行した。
2007年度（平成19年度）に8両編成3本が落成し、2008年1月から3月にかけて日立製作所笠戸事業所から順次甲種輸送された。3編成とも2008年3月21日付で入籍、38101・38102編成は新宿線、38103編成は池袋線へ配属された。
新宿線は2008年4月26日、池袋線では同年5月27日に営業運転を開始した。4月26日には西武新宿駅において出発式が開催され、10時36分発の急行本川越行が初の営業列車となった。また、同駅においては記念乗車券や各種グッズが限定発売された。
営業運転開始に先立ち、2008年3月27日には株主向けの試乗会が新宿線で実施され、38101編成が充当されたほか、同月29日には小手指車両基地においてデビュー記念イベントが開催され、38101 - 38103編成が車両展示・車内内覧・床下見学に各1編成ずつ充当、その他本系列の完成までの歩みを掲載したポスターが展示された。営業運転開始後も、2008年5月11日の母の日にあわせて運行された特別列車や、同年の武蔵丘車両検修場、南入曽車両基地、横瀬車両基地の公開イベント来場者向け臨時列車、同年11月23日の埼玉西武ライオンズファン感謝イベントにあわせて運行された特別列車など、各種臨時列車にも優先的に充当された。
本系列は西武鉄道におけるイメージリーダーとして各種宣伝媒体および公式コンテンツに数多く登用されているほか、2012年（平成24年）には西武鉄道が創立100周年を迎えるにあたって制定された100周年記念ロゴのモチーフにも用いられた。また同記念企画の一環として、西武鉄道が保有するプロ野球チーム・埼玉西武ライオンズが中学生以下を対象に一般公募した100周年記念ユニフォームデザイン案のうち、選考の結果本系列の外装色を模したデザイン案が採用された。
車両の年次別分類
|                          |                          | 10両編成                      | 8両編成                       | 6両編成 | 2両編成                      | 主な仕様変更                                                            |
| ------------------------ | ------------------------ | ----------------------------- | ----------------------------- | ------- | ---------------------------- | ----------------------------------------------------------------------- |
| 製造年次                 | 1次車 （2007年度製）     |                               | 38101 - 38103編成 3本・計24両 |         |                              |                                                                         |
| 製造年次                 | 2次車 （2008年度製）     |                               | 38104・38105編成 2本・計16両  |         | 32101 - 32103編成 3本・計6両 | 前面グラデーション変更                                                  |
| 製造年次                 | 3次車 （2009年度製）     |                               | 38106・38107編成 2本・計16両  |         |                              |                                                                         |
| 製造年次                 | 4次車 （2010年度製）     |                               | 38108・38109編成 2本・計16両  |         |                              | 側面帯の「SEIBU」ロゴ廃止                                               |
| 製造年次                 | 5次車 （2011年度製）     |                               | 38110・38111編成 2本・計16両  |         |                              |                                                                         |
| 製造年次                 | 6次車 （2012年度製）     |                               | 38112 - 38114編成 3本・計24両 |         | 32104 - 32106編成 3本・計6両 |                                                                         |
| 製造年次                 | 7次車 （2013年度製）     | 30101 - 30102編成 2本・計20両 | 38115編成 1本・計8両          |         |                              | 室内灯LED化,荷棚のガラス化,走行機器変更                                 |
| 製造年次                 | 8次車 （2014年度製）     | 30103 - 30104編成 2本・計20両 | 38116編成 1本・計8両          |         |                              | 前面コーポレートロゴ廃止 側面コーポレートロゴの社名表記を「西武鉄道」へ |
| 製造年次                 | 9次車 （2015年度製）     | 30105 - 30106編成 2本・計20両 | 38117編成 1本・計8両          |         |                              |                                                                         |
| 製造年次                 | 10次車 （2016年度製）    |                               | 38118編成 1本・計8両          |         |                              |                                                                         |
| 当初計画時の導入予定本数 | 当初計画時の導入予定本数 | 0本                           | 12本                          | 3本     | 3本                          |                                                                         |
| 2017年4月現在の導入本数  | 2017年4月現在の導入本数  | 6本                           | 18本                          | 0本     | 6本                          |                                                                         |

## 改造工事
- 前照灯の白色LED化（2019年度）
  - コイト電工の多灯式タイプで、2019年6月に30103・30101・38118編成に施工した後、12月から1月にかけて残る全編成に施工された。20000系と並行して実施。
  - なお、これより前に一部編成で別形態のLED前照灯が試験的に使用されていた。
    - コイト2灯式（白色）：30101・30102編成（2014年7月 - 2016年9月）
    - コイト多灯式（電球色）：30101編成（2016年9月 - 2019年6月）
    - 森尾16粒小型（白色）：30104編成（2016年4月 - 2017年4月）

| コイト2灯式タイプロービームでは外側が点灯する。40000系0番台に採用された。  |  | コイト2灯式タイプロービームでは外側が点灯する。40000系0番台に採用された。 |
| コイト2灯式タイプ ロービームでは外側が点灯する。40000系0番台に採用された。 |  |                                                                           |

| 森尾16粒タイプロービームでは上半分が点灯する。東急5050系等と類似する。  |  | 森尾16粒タイプロービームでは上半分が点灯する。東急5050系等と類似する。 |
| 森尾16粒タイプ ロービームでは上半分が点灯する。東急5050系等と類似する。 |  |                                                                        |

| コイト多灯式タイプ（電球色）ロービームでは中央の1列が点灯する。本採用された白色と同一形状。  |  | コイト多灯式タイプ（電球色）ロービームでは中央の1列が点灯する。本採用された白色と同一形状。 |
| コイト多灯式タイプ（電球色） ロービームでは中央の1列が点灯する。本採用された白色と同一形状。 |  |                                                                                             |

- 室内灯LED化（2016年度頃）
  - それまで蛍光灯を使用していた6次車以前の車両において実施された。蛍光灯と互換性のある直管式が用いられており、当初からLEDを採用する7次車とは外観が異なる。

- スマイルビジョン更新（2018年 - ）
  - それまで15インチLCDを使用していた6次車以前の車両において、17インチワイドLCDへの交換が実施されている。40000系と同等の2in1タイプが採用された。
- 列車無線装置の更新[注釈 19]（2018 - 2019年度）
- 車内防犯カメラの設置[注釈 19]（2024年度）
  - ドア直前の千鳥配置。1-6次車と7次車以降で取り付け方法が異なる。

## 編成表
| 2両編成 \| \| ← 飯能・西武球場前 池袋 → \| \| \| 号車（基本組成時） \| 1 \| 2 \| \| 形式 \| ＜ ＞ クモハ32100 (Mc1) \| クハ32200 (Tc2‘) \| \| 搭載機器 \| VVVF1,BT \| SIV,CP \| \| 車内設備 \| ♿︎,女性専用車 \| \| \| 自重（～6次車） \| 34.4t \| 29.6t \| \| 車両番号 \| 32101 ： 32106 \| 32201 ： 32206 \| |                           |                  |
| | ← 飯能・西武球場前 池袋 → |                  |
| 号車（基本組成時） | 1                         | 2                |
| 形式 | ＜ ＞ クモハ32100 (Mc1)   | クハ32200 (Tc2‘) |
| 搭載機器 | VVVF1,BT                  | SIV,CP           |
| 車内設備 | ♿︎,女性専用車             |                  |
| 自重（～6次車） | 34.4t                     | 29.6t            |
| 車両番号 | 32101 ： 32106            | 32201 ： 32206   |

| 8両編成 \| \| ← 飯能・西武球場前・豊島園池袋 ・西武秩父 → ← 西武新宿本川越・拝島・多摩湖・西武園 → \| \| \| \| \| \| \| \| \| 号車（単独運用時） \| 1 \| 2 \| 3 \| 4 \| 5 \| 6 \| 7 \| 8 \| \| 形式 \| クハ38100 (Tc1) \| ＜ モハ38200 (M1) \| モハ38300 (M2) \| サハ38400 (T1) \| サハ38500 (T3) \| ＜ モハ38600 (M5) \| モハ38700 (M6) \| クハ38800 (Tc2) \| \| 搭載機器 \| \| VVVF2 \| SIV,CP \| BT \| \| VVVF2 \| SIV,CP \| BT \| \| 車内設備 \| ♿︎ \| ♿︎,弱冷房車 \| \| \| \| \| ♿︎ \| ♿︎ \| \| 自重（～6次車） \| 26.5t \| 33.9t \| 33.5t \| 25.9t \| 25.0t \| 33.8t \| 33.3t \| 26.9t \| \| 自重（7次車～） \| 26.1t \| 34.1t \| 33.5t \| 25.4t \| 24.5t \| 34.3t \| 33.4t \| 26.6t \| \| 車両番号 \| 38101 ： 38118 \| 38201 ： 38218 \| 38301 ： 38318 \| 38401 ： 38418 \| 38501 ： 38518 \| 38601 ： 38618 \| 38701 ： 38718 \| 38801 ： 38818 \| - サハ38418は主回路蓄電池搭載（現在は撤去済） |                                                                                      |                   |                |                |                |                   |                |                 |
| | ← 飯能・西武球場前・豊島園池袋 ・西武秩父 → ← 西武新宿本川越・拝島・多摩湖・西武園 → |                   |                |                |                |                   |                |                 |
| 号車（単独運用時） | 1                                                                                    | 2                 | 3              | 4              | 5              | 6                 | 7              | 8               |
| 形式 | クハ38100 (Tc1)                                                                      | ＜ モハ38200 (M1) | モハ38300 (M2) | サハ38400 (T1) | サハ38500 (T3) | ＜ モハ38600 (M5) | モハ38700 (M6) | クハ38800 (Tc2) |
| 搭載機器 |                                                                                      | VVVF2             | SIV,CP         | BT             |                | VVVF2             | SIV,CP         | BT              |
| 車内設備 | ♿︎                                                                                   | ♿︎,弱冷房車       |                |                |                |                   | ♿︎             | ♿︎              |
| 自重（～6次車） | 26.5t                                                                                | 33.9t             | 33.5t          | 25.9t          | 25.0t          | 33.8t             | 33.3t          | 26.9t           |
| 自重（7次車～） | 26.1t                                                                                | 34.1t             | 33.5t          | 25.4t          | 24.5t          | 34.3t             | 33.4t          | 26.6t           |
| 車両番号 | 38101 ： 38118                                                                       | 38201 ： 38218    | 38301 ： 38318 | 38401 ： 38418 | 38501 ： 38518 | 38601 ： 38618    | 38701 ： 38718 | 38801 ： 38818  |

　10両編成
|                 | ← 飯能・西武球場前池袋 → ← 西武新宿本川越・拝島 → |                   |                |                |                   |                |                |                   |                |                 |
| 号車            | 1                                                 | 2                 | 3              | 4              | 5                 | 6              | 7              | 8                 | 9              | 10              |
| 形式            | クハ30100 (Tc1)                                   | ＜ モハ30200 (M1) | モハ30300 (M2) | サハ30400 (T1) | ＜ モハ30500 (M3) | サハ30600 (T2) | サハ30700 (T3) | ＜ モハ30800 (M5) | モハ30900 (M6) | クハ30000 (Tc2) |
| 搭載機器        |                                                   | VVVF2             | SIV,CP         | BT             | VVVF1             |                |                | VVVF2             | SIV,CP         | BT              |
| 車内設備        | ♿︎,女性専用車                                     | ♿︎,弱冷房車       |                |                |                   |                |                |                   | ♿︎             | ♿︎              |
| 自重（7次車～） | 26.0t                                             | 34.1t             | 33.6t          | 25.4t          | 32.7t             | 24.7t          | 24.5t          | 34.3t             | 33.4t          | 26.6t           |
| 車両番号        | 30101 ： 30106                                    | 30201 ： 30206    | 30301 ： 30306 | 30401 ： 30406 | 30501 ： 30506    | 30601 ： 30606 | 30701 ： 30706 | 30801 ： 30806    | 30901 ： 30906 | 30001 ： 30006  |

凡例
- VVVF2：主制御器（VVVFインバータ/1C4M2群）
- VVVF1：主制御器（VVVFインバータ/1C4M1群）
- SIV：補助電源装置（静止形インバータ）
- CP：電動空気圧縮機
- BT：蓄電池
- ＜：集電装置（シングルアームパンタグラフ）
- ♿︎：車椅子スペース

### 所属
2025年4月1日時点
- 池袋線（武蔵丘車両基地）
  - 8両編成 - 10編成80両（38102・38103・38105・38107・38109・38111 - 38115編成）
  - 2両編成 - 6編成12両（32101 - 32106編成）
- 新宿線
  - 10両編成（玉川上水車両基地） - 6編成60両（30101 - 30106編成）
  - 8両編成（南入曽車両基地） - 8編成64両（38101・38104・38106・38108・38110・38116 - 38118編成）

本系列の車番付番基準は6000系以降において採用されたものに準じているが、新たに千位において編成両数を表すものとし、万位が系列称号の"3"、千位が編成両数（2両編成は"2"、8両編成は"8"、10両編成は"0"）、百位が編成内連結順序（飯能・西武新宿方から何両目かを表す。10両目の場合は"0"）、下二桁で製造順序を表している。

## 特別装飾編成

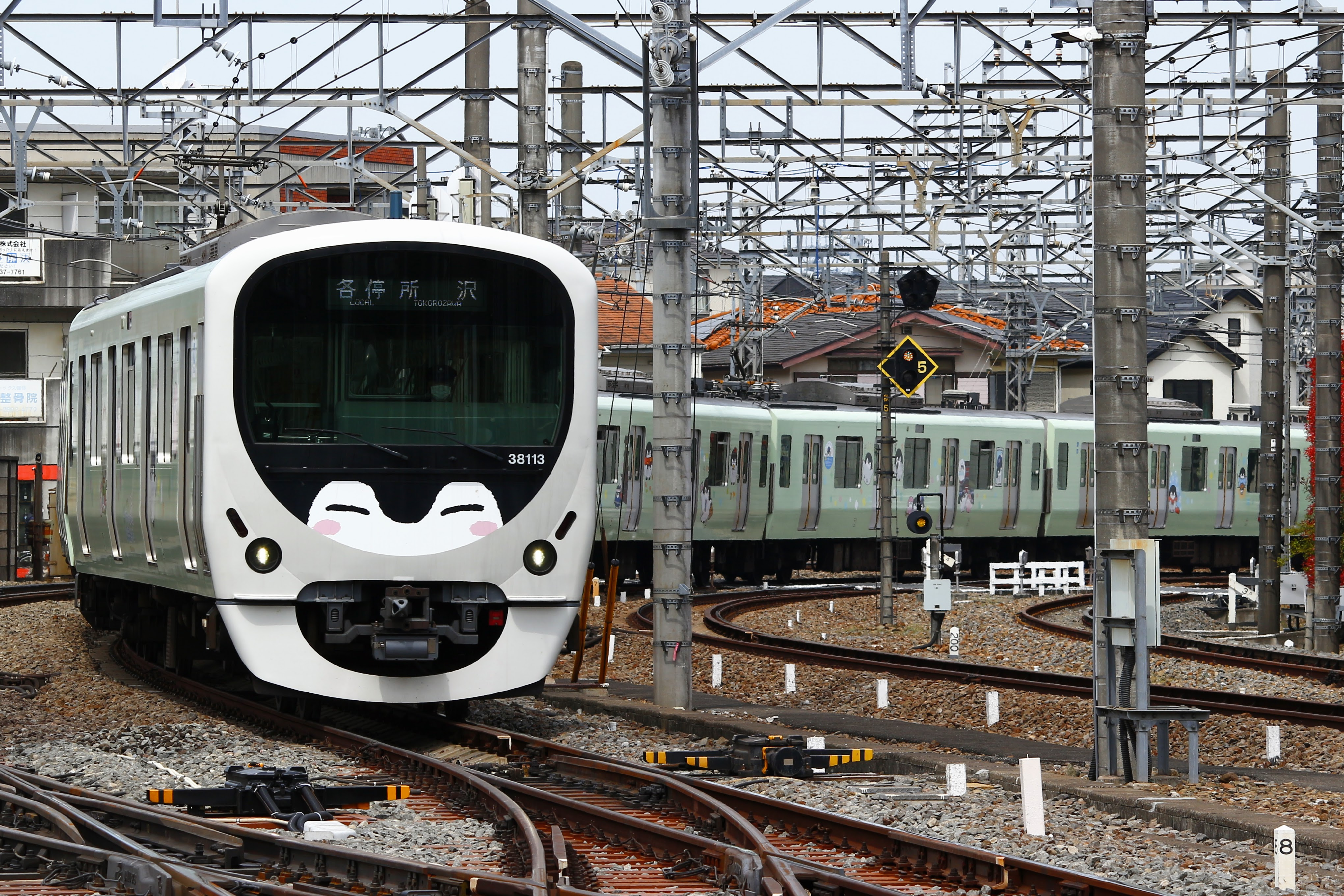
38113編成 クハ38113 飯能方先頭車
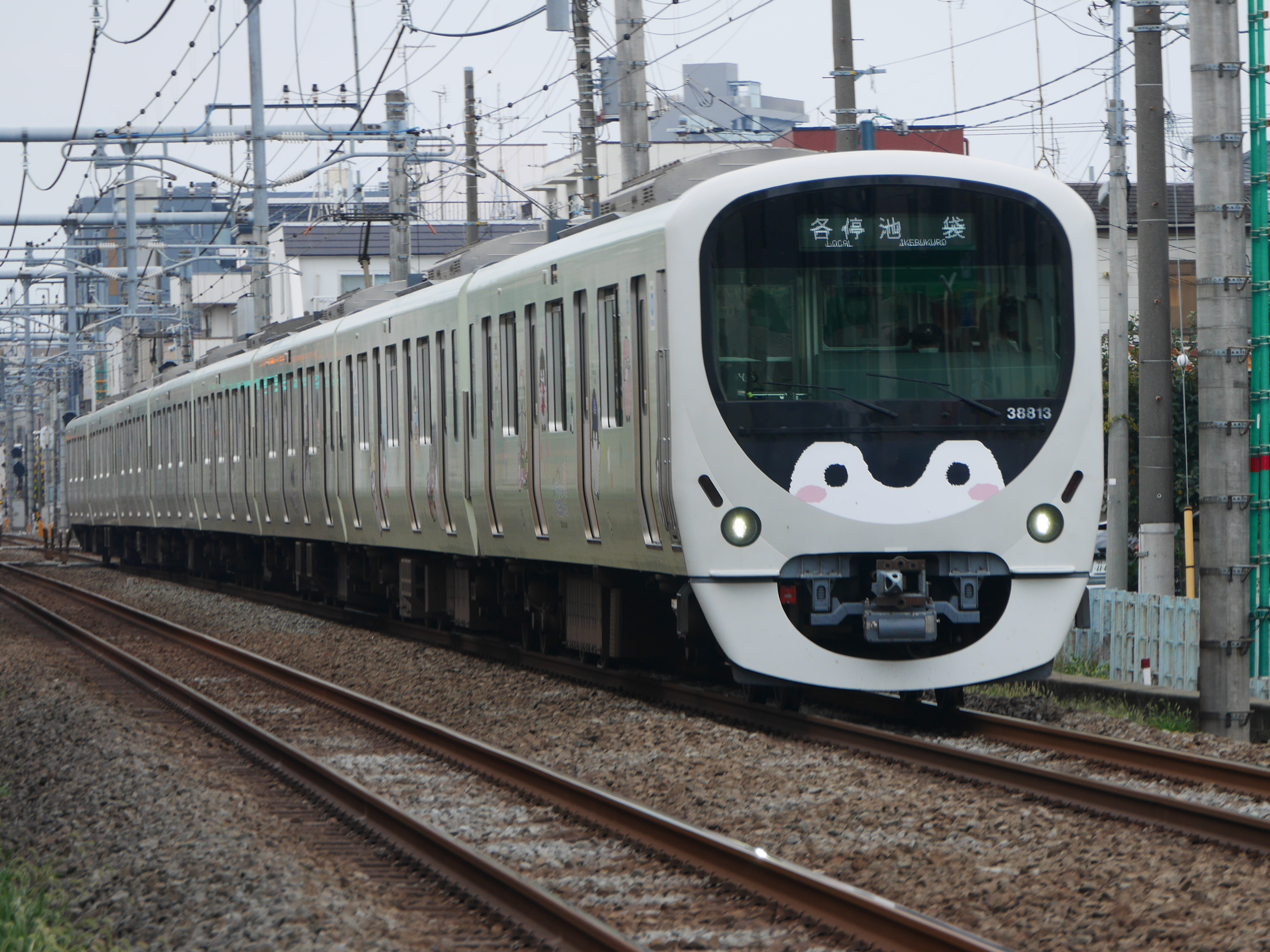
38113編成 クハ38813 池袋方先頭車

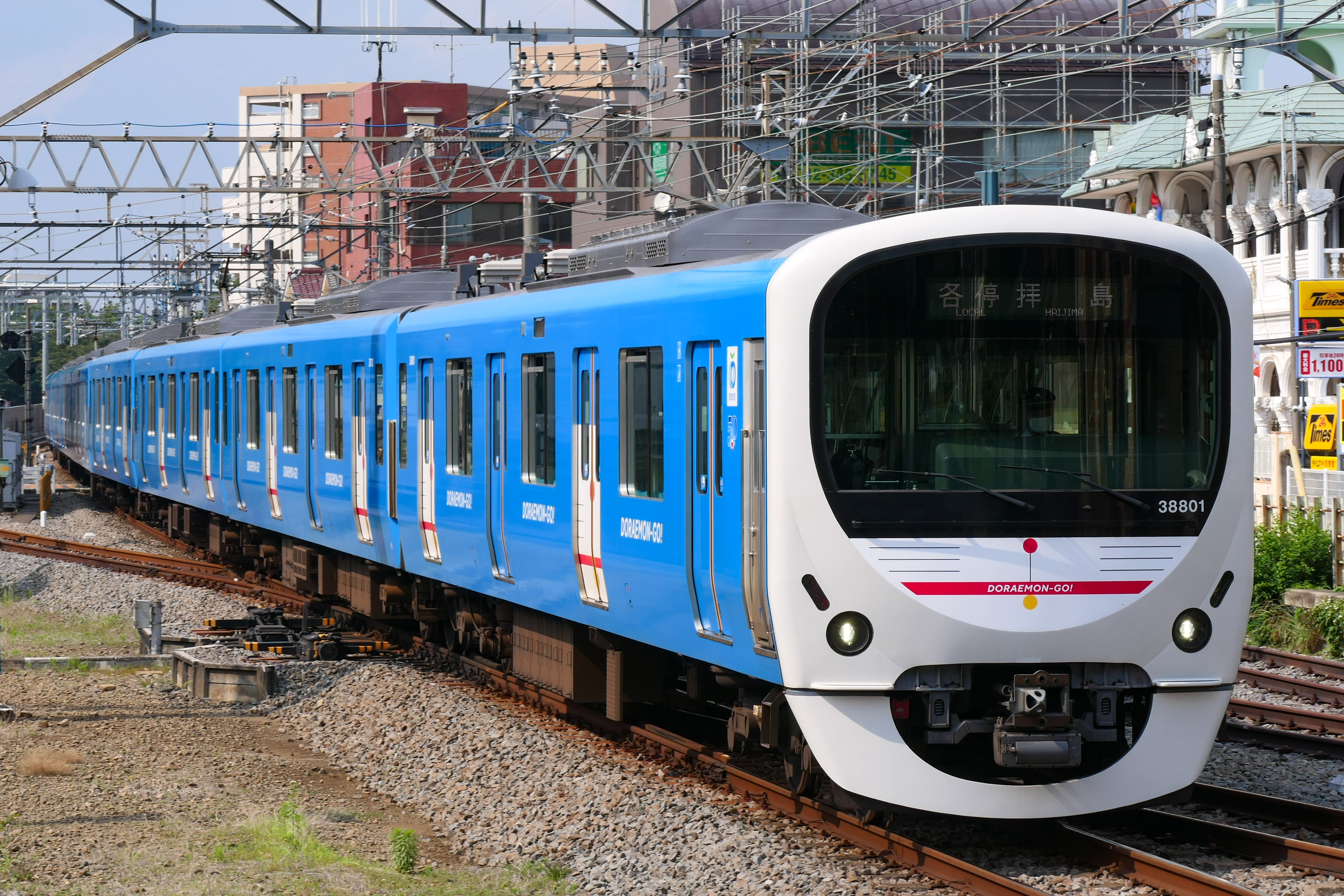
38101編成 DORAEMON-GO!
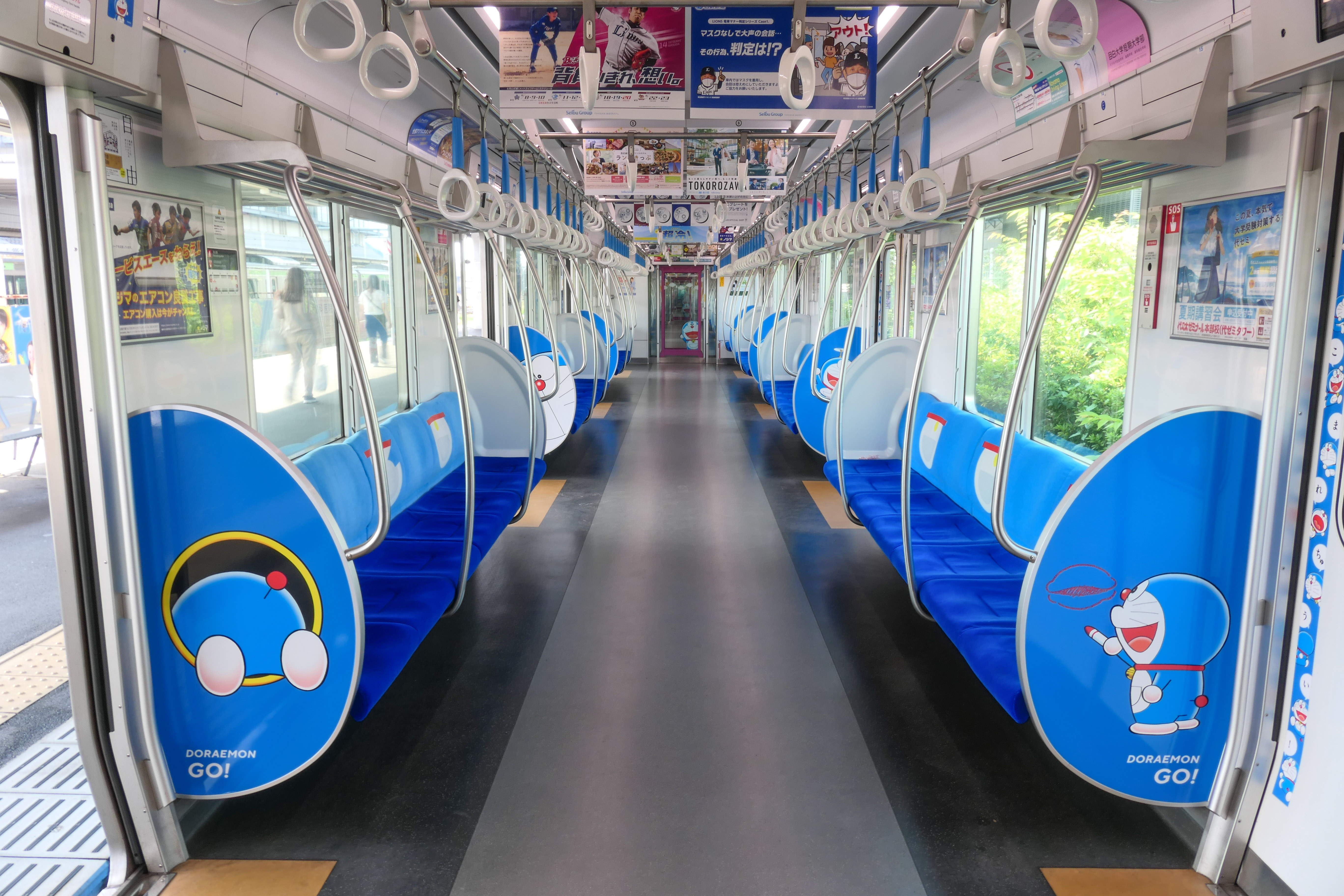
38101編成の車内

ワタナベナオミトレイン
「SEIBU HALLOWEEN 2016」の一環として、2016年10月11日から31日まで運行。カボチャ、魔女、ウサギ、および本系列に変身した渡辺直美のラッピングが施された。

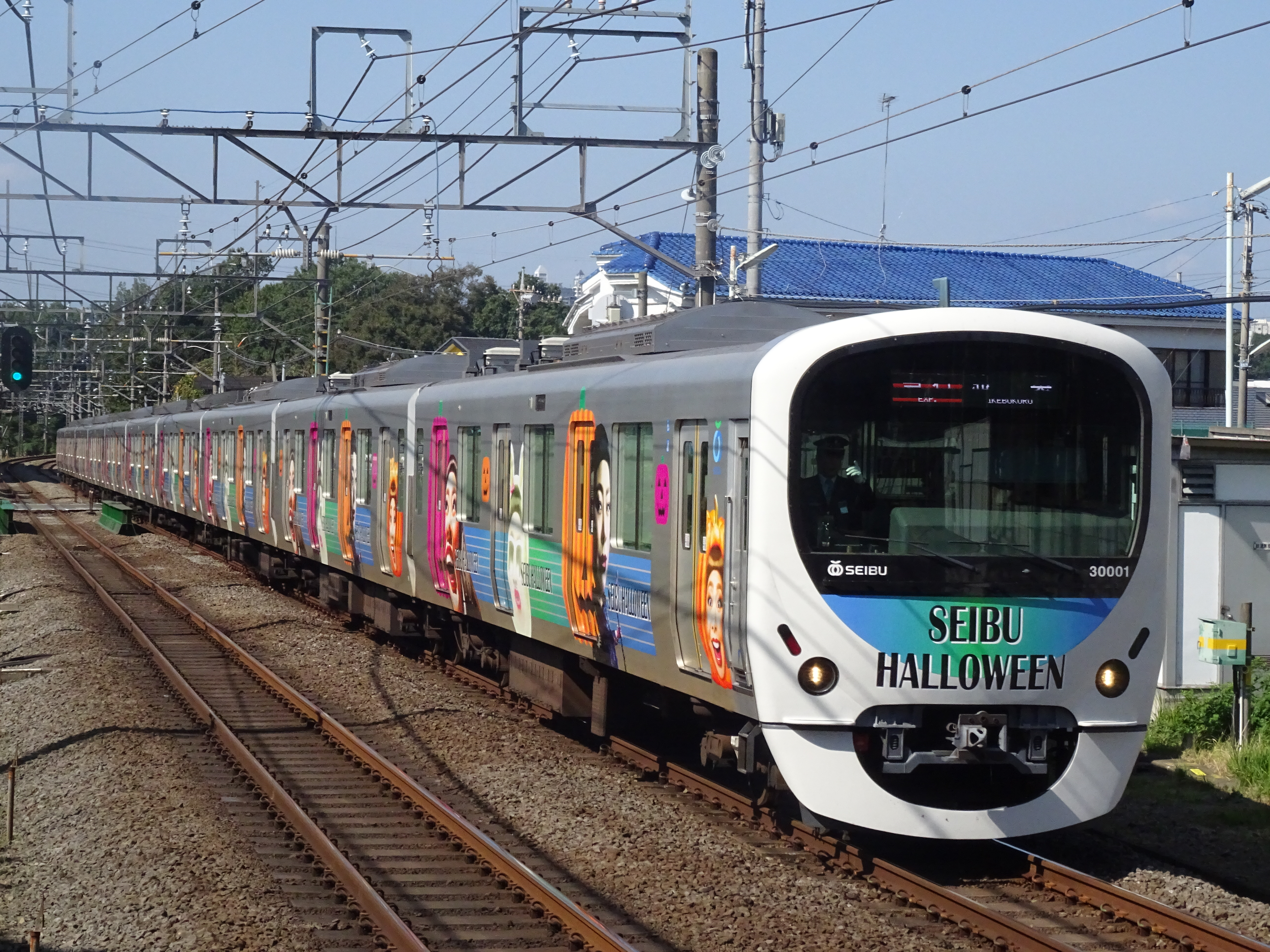
30101編成 ワタナベナオミトレイン

ぐでたまスマイルトレイン
2018年3月5日から12月末まで、池袋線の38105編成で運行。本系列の就役10周年とぐでたま誕生5周年を記念して実施された。側面は黄色地の全面ラッピングに銀色のドアという「黄色い電車」を彷彿とさせるデザイン。中央2つのドアはグラデーションの帯が入っていたが、灰色のラッピングで隠されている。前面のデザインは前後で異なり、飯能方に「ぎゅでちゃま」、池袋方に「ぐでたま」が描かれた。池袋線では10両編成で運転されることもあり、その際は「ぎゅでちゃま」が隠れる格好となっていた。

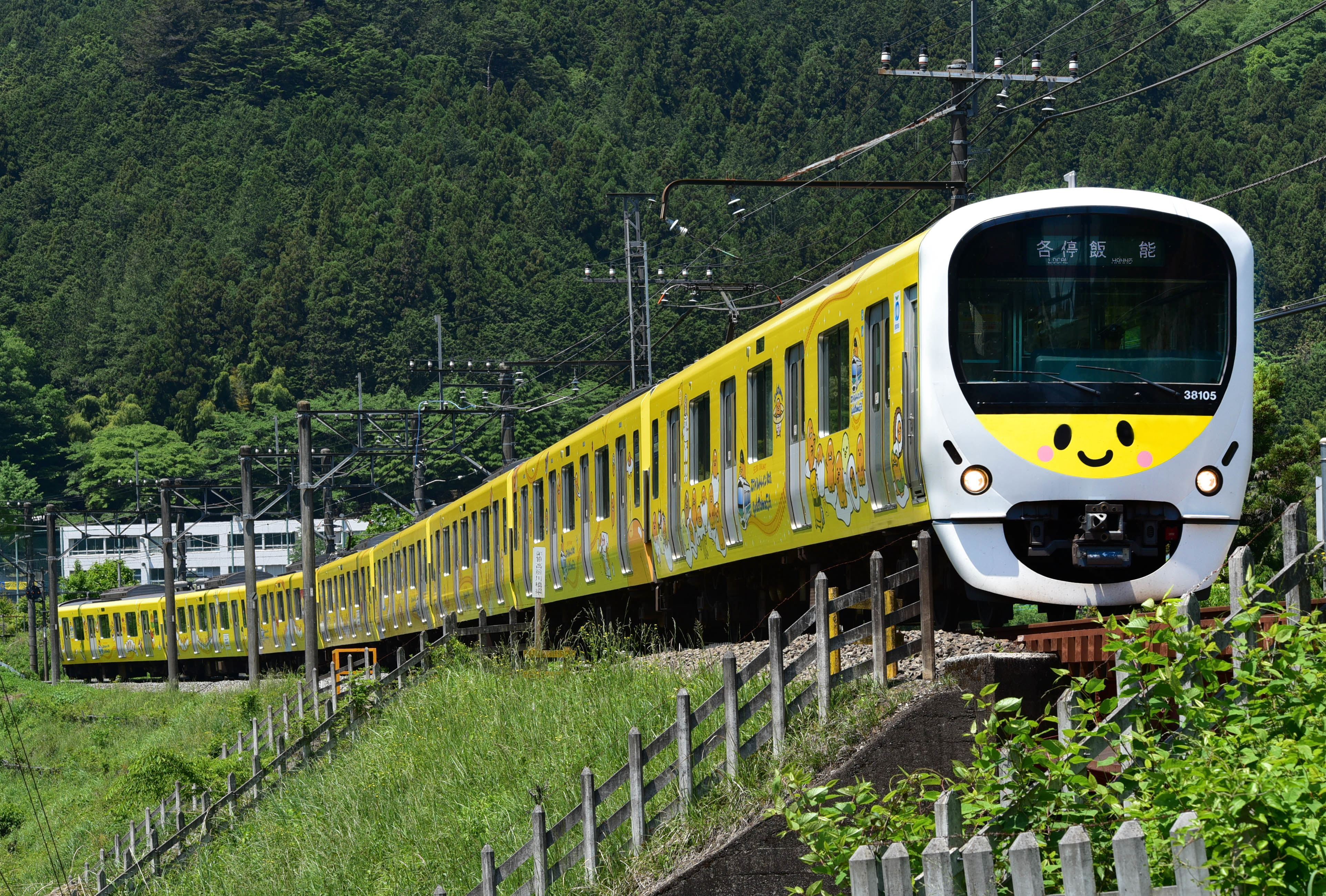
38105編成 クハ38105 「ぎゅでちゃま」デザインの飯能方面先頭車
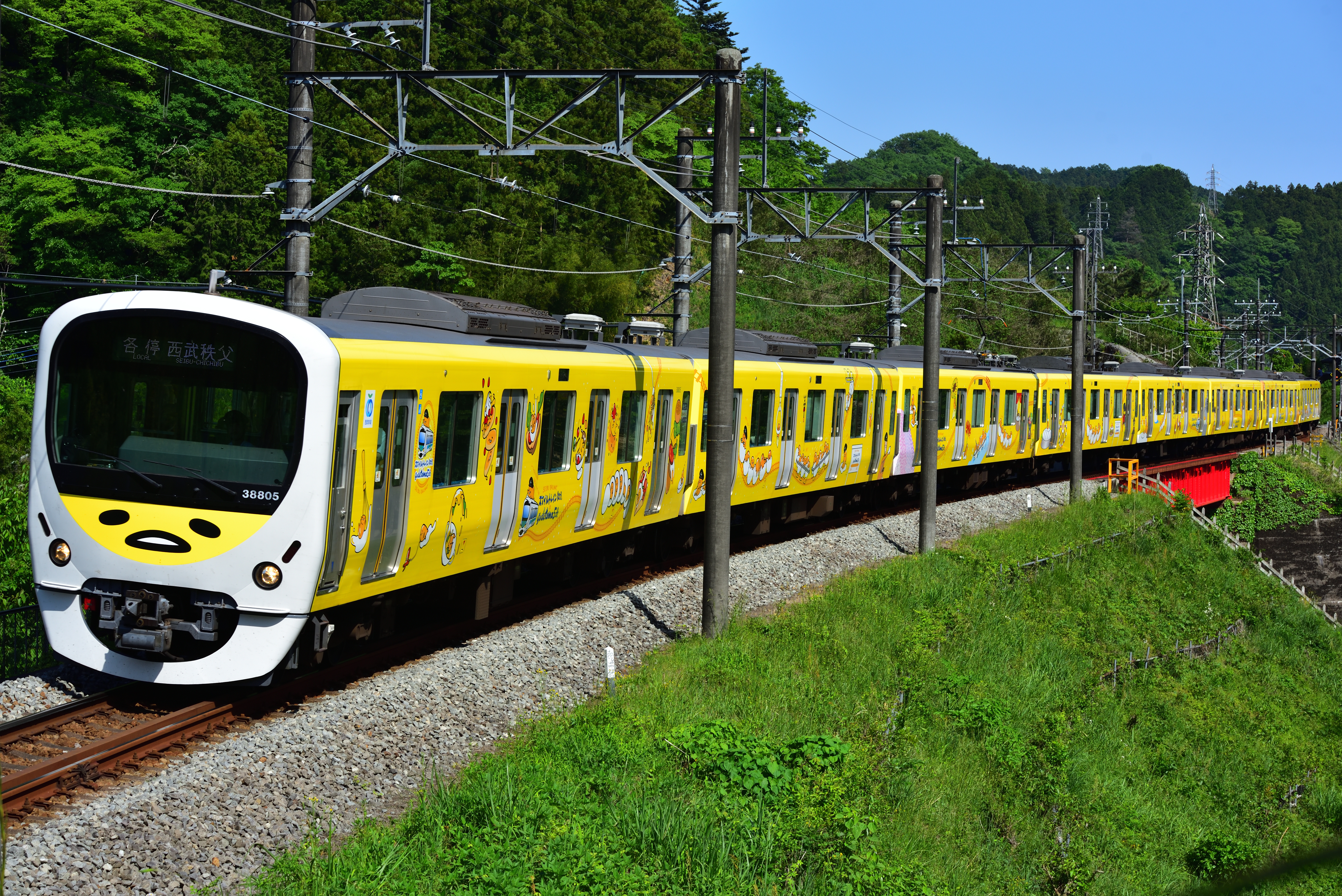
38105編成 クハ38805 「ぐでたま」デザインの池袋方面先頭車

コウペンちゃんはなまるトレイン
2020年3月23日から2021年2月末まで、池袋線の38113編成で運行。2019年3月まで40000系で運転されていたものと異なり、薄緑色の全面ラッピングとされている。ドア部分は銀色で、前述の「ぐでたまスマイルトレイン」と同様の処理がなされた。こちらも前面のデザインが前後で異なっている。前述の40000系のラッピングでも同様のHMが装着されていたが、これとは前後の配置が逆転している。
- 38113編成 クハ38113
飯能方先頭車
- 38113編成 クハ38813
池袋方先頭車

DORAEMON-GO!（ドラえもん号）
2020年10月8日から2024年9月20日まで、新宿線の38101編成で運行。ドアを含めて水色の全面ラッピングが行われた。無地のドアと「ドラえもん」に見立てたドアが交互に並ぶ。2021年と2022年、いずれも10月から12月の間、期間限定で池袋線で運行された。
- 38101編成
DORAEMON-GO!
- 38101編成の車内